# 薩馬島海戰
薩馬島海戰（英語：Battle off Samar)是在1944年10月25日菲律宾的薩馬島附近的菲律宾海发生的一場历史上最大海战莱特湾海战的核心行动之一。这也是美軍唯一一次在開戰前毫无准备的大规模海战。历史学家将薩馬島海戰称为是海军史上最伟大的背水一戰之一。美軍即使伤亡惨重、胜算很低，但最终仍然战胜了一支庞大的舰队──由栗田健男中将所指挥的日本帝国海军主力部队。
另外一支，由日本帝国海军航艦部队的剩余舰队（包含有偷襲珍珠港的成员中的最后一艘航空母舰瑞鹤号）所组成的诱饵，成功引誘美國海军上将小威廉·哈尔西（William Halsey Jr.） 帶著他强大的第三艦隊以及他所能指揮的所有船艦前往追擊，導致這個地区只剩下美军第七舰队的三支护航航艦分遣艦隊；這些护航航艦和护航驱逐舰是为了保护慢速的护航航艦艦队免受潜艇攻击而建造的，當時這類部隊已習慣於派出艦載機攻击地面目标，其艦載機隊几乎是不裝載鱼雷的，因为他们通常都是依靠哈尔西的舰队来保护他们免受武裝水面舰的攻击。
當時海上最大、砲火最猛的超级战列舰大和号所帶领的日軍艦隊此前已遭到重创，美軍認爲其已撤退，但實際上這支艦隊在没人知道的情况下，與美國海军少将克利夫頓·斯普拉格所指挥的三支护航航艦分遣艦隊中位於最北端的第77.4.3分遣艦隊（代號"塔菲3"）猛然遭遇。塔菲3的三艘驱逐舰和四艘护航驱逐舰既没火力也沒有足夠的装甲能夠去對抗裝備有46厘米（18英寸）砲的大和號所領軍的23艘日本海軍戰艦，但他們仍然奮勇以僅有的5英寸（127mm)/38口径砲和鱼雷發動攻擊，藉此掩护他们的慢速“吉普航艦”們撤退。来自塔菲1、2、3三支護航航艦的美軍艦載機隊，包括了F4F戰鬥機 、 F6F地獄貓戰鬥機和TBF復仇者式轟炸機，也紛紛對日军進行扫射，或以鱼雷、火箭弹、深水炸弹等武器發動攻击，甚至在弹药已經用完的情形下，仍然發起多次的“假動作”攻擊來干擾或拖慢敵方。
美軍损失了两艘护航航艦、两艘驱逐舰、一艘护航驱逐舰和几架飞机。超过一千名美軍丧生，這個數量相当于珊瑚海和中途岛所損失的人员和船只的全部數量。美軍击沉了三艘日軍巡洋舰，並讓另外的三艘巡洋舰無法作戰，其反擊火力同時產生了混淆效果，造成栗田中将過度高估眼前美軍的實力，因而決定重新集结艦隊，最後下令撤退，不再繼續追擊莱特湾裡的美軍艦艇和补给舰。整個莱特湾海戰中陣亡的美軍之中，有一半是在這場海战中丧生的。雖然，大和号和剩余的日軍艦队返回了日本，但这场战斗标志了日本帝国海军最终的失败，这些舰艇在战争剩余的大部分时间里都留在港口，而不再是有用的海军力量。 

## 背景
日軍在莱特湾的整体战略是一项被称为“捷一號作戰”的計畫──由海军中将小澤治三郎的北方部队利用一支明显已是不堪一擊的航母舰队作为诱饵，引诱美軍第三舰队远离在雷伊泰島登陆的盟军。登陆部队沒了第三舰队的空中掩护，隨后将會受到從文莱出發的栗田健男中将的中央部队和西村祥治中将的南方部队，从西邊和南邊同時攻击。栗田的中央部队由五艘战列舰组成，包括有史以来最大的战列舰大和号和武藏號，並且由巡洋舰和驱逐舰為她們护航。西村的小型舰队有两艘战列舰，還有海军中将志摩清英的三艘巡洋舰追随其后。
10月23日夜晚，美軍的潜艇鰷魚號和鏢鱸號探测到中央部队进入巴拉望航道。在向哈尔西警告之后，潜艇用鱼雷击沉了两艘巡洋舰，也打殘了第三艘并迫使其撤退。其中一艘下沉的巡洋舰正是栗田中将的旗舰，不過他获救了并将他的旗舰转移到大和号。
随后，第三舰队的航母群在锡布延海对栗田的部队发动了一系列空袭，打坏了几艘艦艇并击沉了武藏號，一開始時還迫使了栗田撤退。第三舰队的另一波飞机也袭击了西村的南方部队，造成轻微损傷。与此同时，大西瀧治郎中将从吕宋岛的机场对哈尔西的部队发动空袭，有一顆炸彈击中了轻型航空母舰普林斯頓號，引发爆炸，导致她自沉。
同一天晚上，由西村的两艘战列舰、一艘重型巡洋舰和四艘驱逐舰所组成的南方部队从南邊接近并即將与栗田的部队一起协同作戰。南方部队的第二部份，是由志摩清英中将指挥的三艘巡洋舰和七艘驱逐舰所组成的，此時落后於西村40海里（74；46英里）遠處。在苏里高海峡海战中，西村的舰船掉入了致命的陷阱裏面。他本身的火力就不如美軍第七舰队的支援部队，先是被28艘魚雷快艇與28艘驱逐舰所組成的鱼雷交叉火網打得满目疮痍，接著又遭到来自6艘战列舰（其中的5艘是珠港袭击事件的幸存者）和8艘巡洋舰的雷达精确引導的砲火攻击，他被殲滅。接下來，在志摩的部队遇上了西村的殘存船只時，它也受到了攻击，但勉強撤退了。在西村的全部艦队中，只剩一艘驱逐舰存活下来。
而在锡布延海战中，哈尔西的第三舰队重创了日軍的中央部队，该部队在由北邊開往美軍的登陆部队的途中早已被发现。中央部队缺乏任何空中掩护来抵御来自五艘舰队航空母舰无畏号、埃塞克斯号、列星頓号、企业号和富兰克林号以及轻型航空母舰卡博特号總共259架次的攻擊，由17枚炸弹和19枚鱼雷的联合效果击沉了大型超级战列舰武藏号（大和号的姊妹舰）。 看起來，栗田已经被打到撤退了，但由於美軍的攻击大多数都是针对單一艘战列舰去击沉，即便那股压倒性的戰力也沒能阻擋他。除了一艘被鱼雷打殘的巡洋舰之外，包括大和号在内的其他舰艇仍然保有战斗力。
哈尔西的第三舰队就快要趕不上那場战鬥了，他朝恩加尼奧角海戰前進，那邊有小泽的北方部队，由一艘舰队航母、三艘轻型航母所組成，此二者共部署了108架飞机（略多于一艘大型的舰队航母的正常編組），還有两艘战列舰、三艘轻巡洋舰和九艘驱逐舰所组成。哈尔西深信北方部队才是主要威胁，這剛好就是日軍計畫裏帶有牵制作用的牺牲打。 哈尔西带走了第38特遣队（TF 38）的三個分隊，以拥有5艘飛機航母和5艘轻型舰队航母，此二者共攜帶有600多架飞机，而且，還有6艘快速战列舰，8艘巡洋舰和40多艘驱逐舰，能压倒性地强過小泽的北方部队。哈尔西轻而易举地擺平了那些后来才顯露出並非重大威胁的诱饵舰队。
哈尔西的决定的後果，就是美軍向栗田门戶洞開。当栗田一開始撤退时，美軍以为日军已經開始撤退了。但後來栗田在夜幕的掩护下掉頭穿过聖貝納迪諾海峽，直往摧毁美軍的登陆部队的道路上前進。此時只有那些配屬在第七舰队之下用來支援登陆部队的小型「塔菲」部队站出來，挡住了栗田的去路。他们向來都是在哈尔西的舰队航母的保护之下，裝配的武器也都是用來攻击地面部队或潜艇的，而不是用來對抗栗田的战列舰和巡洋舰，此時的栗田已经不用煩惱那六支舰队和一堆轻型航母的联合攻击。由于哈尔西的错误，将「塔菲」们推上舞台，成為這場聲東擊西慘烈戰役的主角，「塔菲」们必须立刻扛起責任去成為友軍的最后一道防线，以保护他们的登陆部队。

## 各方軍力
日軍中央部队现在由战列舰大和号、長門號、金剛号和榛名號；重巡洋舰鳥海號、羽黑號、熊野號、鈴谷號、築摩號、利根號；轻巡洋舰矢矧號、能代號；以及總共11艘的不知火型、夕云型和岛风型等驱逐舰所組成。虽然這支部队没有航空母舰，但日軍军舰携带少量弹射式飞机，这些飞机可以被发射出去，但無法回到船上降落；例如大和號就携带有七架這型飛機。在这场战斗中，日軍飞机就用來做神风特攻队自杀式袭击。這些战列舰和巡洋舰全副武装对抗「塔菲3」的5英寸（127）艦射弹。他们加起來有几十門大口径火砲，包括大和號的九門18.1英寸（460）砲，可以打到25英里（22海里；40）遠。水面火砲由光学瞄准器控制，這個瞄准器負責給计算机辅助火控系统提供操控，尽管它们不如美軍驱逐舰上的雷达控制系统來得那麼高科技。
除了火砲外，日軍的许多舰艇还搭载了93式长枪鱼雷。盟军不知道这些鱼雷是世界上最先进的──它们的射程至少是盟军鱼雷的两倍，并且不會产生明显的气泡尾流；日本帝國海軍（IJN）把它们列為是决定性的武器。這些鱼雷在推进系统中使用的是純氧而不是压缩空气。然而，与压缩空气鱼雷相比，93式鱼雷更容易因冲击而被引爆（例如船艦旁有魚雷的引爆而產生的衝擊），造成裝载這些魚雷的船只沉没或严重损坏。
第七舰队的第77.4護航航空母艦戰鬥群（TG 77.4）的三支分遣艦隊中，每支都有六艘小型的卡薩布蘭卡級護航航空母艦或是大一點的桑加蒙級護航航空母艦（CVE），由驱逐舰和护航驱逐舰保护。驱逐舰有五門5英寸（127）砲，护航驱逐舰則有两门，而護航航艦只有一門在船艉的5英寸（127）“刺針”火砲。大多数飞行员和水手都是预备役，战斗经验不足，由于他们的任务是对抗地面部队和潜艇，因此這些航艦只分配到几枚穿甲弹或鱼雷，以對抗來自其他船艦的、他们應該不太可能會遭遇到的攻击.  
由於「塔菲3」沒有任何艦艇裝備射程超过10英里（8.7海里；16）的大型火砲，看起來完全不是擁有远程大型火砲的日軍的對手。儘管日軍某些舰艇，例如金刚號，的確在近距離时击中了目标，但仍顯現出日本海军的局部自动火控在對戰远距離的机动舰艇時並不十分有效。尽管日軍军舰使用重裝武器在最遠射程开火並有一些命中彈或迫近彈，讓砲彈的爆炸產生重大的破壞，但一般而言還是要美軍艦隻進入其火砲射程时，日艦火砲的火力才能真正產生效果。相比之下，美軍的驱逐舰（不是护航驱逐舰）拥有Mark 37火控系统，可以同时针对多个快速机动的水面和空中目标進行自动、准确的瞄準射击。美軍飞行员的报告也指出：日軍舰艇缺乏类似系统，导致其防空火力无效。

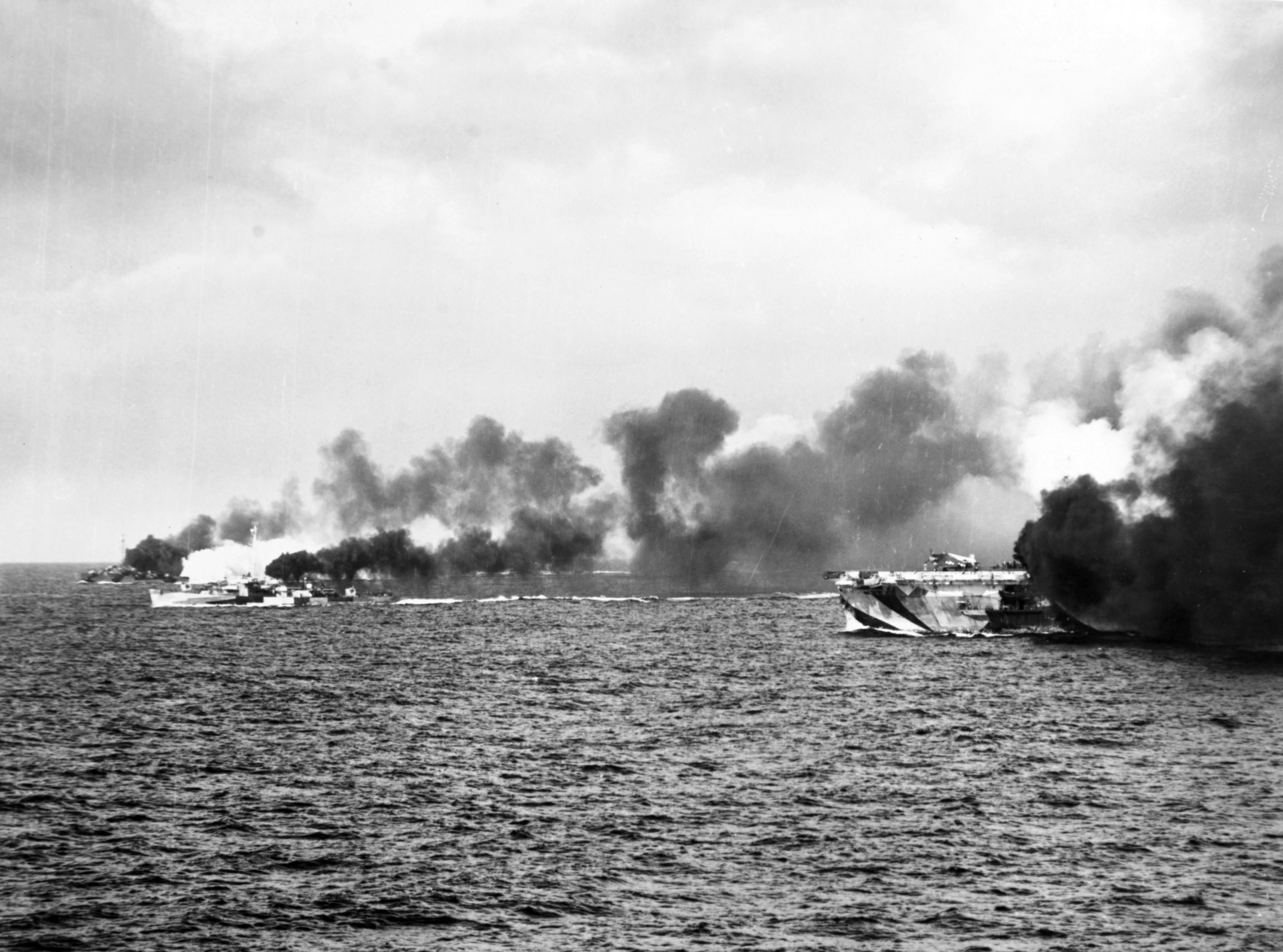
甘比爾灣號和她的护航艦在战斗初期施放烟幕。

海军少将Thomas L. Sprague（第77.4護航航艦戰鬥群指揮官兼第77.4.1分遣艦隊指揮官）的第77.4.1分遣艦隊（塔菲1），此時包括了第22航艦分隊的护航航艦桑加蒙號、 蘇萬尼號、 桑提號和彼得羅夫灣號（「塔菲1」的其余两艘护航航艦，是隸屬於乔治·R·亨德森少将指揮的第28航艦分隊（carrier division）的 切南戈號和薩基諾灣號，這兩艘護航航艦已于10月24日启程前往荷属东印度群岛的莫罗泰運载其他航空母舰上需要维修的飞机。他们带着替换的飞机在這場战斗结束之后歸隊）。
海军少将费利克斯·斯坦普的第77.4.2分遣艦隊（塔菲2)，包括了第24航艦分隊的护航航艦納托馬灣號和馬尼拉灣號，以及海军少将William D. Sample的第27航艦分隊所轄四艘護航航艦馬庫斯島號、卡達珊灣號、薩沃島號和奧曼尼灣號所组成。
海军少将克利夫顿斯普拉格的第77.4.3分遣艦隊（塔菲3)，包括了第25航艦分隊的护航航艦范蕭灣號、聖羅號、白色平原號、加里寧灣號，以及海军少将拉尔夫 A. Ofstie的第26航艦分隊的护航航艦基昆灣號和甘比爾灣號。負責掩護「塔菲3」六艘護航航艦的是驱逐舰霍爾號、 赫爾曼號和強斯頓號，以及护航驱逐舰丹尼斯·J·巴克利號、約翰·C·巴特勒號、 雷蒙德號和塞繆爾·B·羅伯茨號 。
虽然每艘护航航艦都不大，平均搭载约28架飞机，但這三支分遣艦隊的「塔菲」們合計16艘护航航艦，仍擁有約450架艦載機，這相当于是五艘大型舰队航艦的艦載機數量。虽然他们的最高速度17.5節（32.4每小時；20.1英里每小時）足以护送货輪船队或提供地面支援，但這速度不利於近距離水面战斗，也不足以讓這些特遣艦队快速逃离戰場。由于護航航艦的艦載機主要是用于对地攻击、抵禦空中的敵机和反潜战，因此从「塔菲3」起飞的第一架飞机只装备了机枪、深水炸弹、高爆彈和對人有杀伤性的航空炸弹，這对敌军官兵、飞机、潜艇和驱逐舰都具備攻擊力，但面对有擁有装甲的戰艦和巡洋舰就不是很有攻擊效果。后續來自「塔菲2」的美軍艦載機，就有足够的时间裝載魚雷和穿甲弹，这類武器对日軍艦隊的攻击效果才比較好。

## 战斗

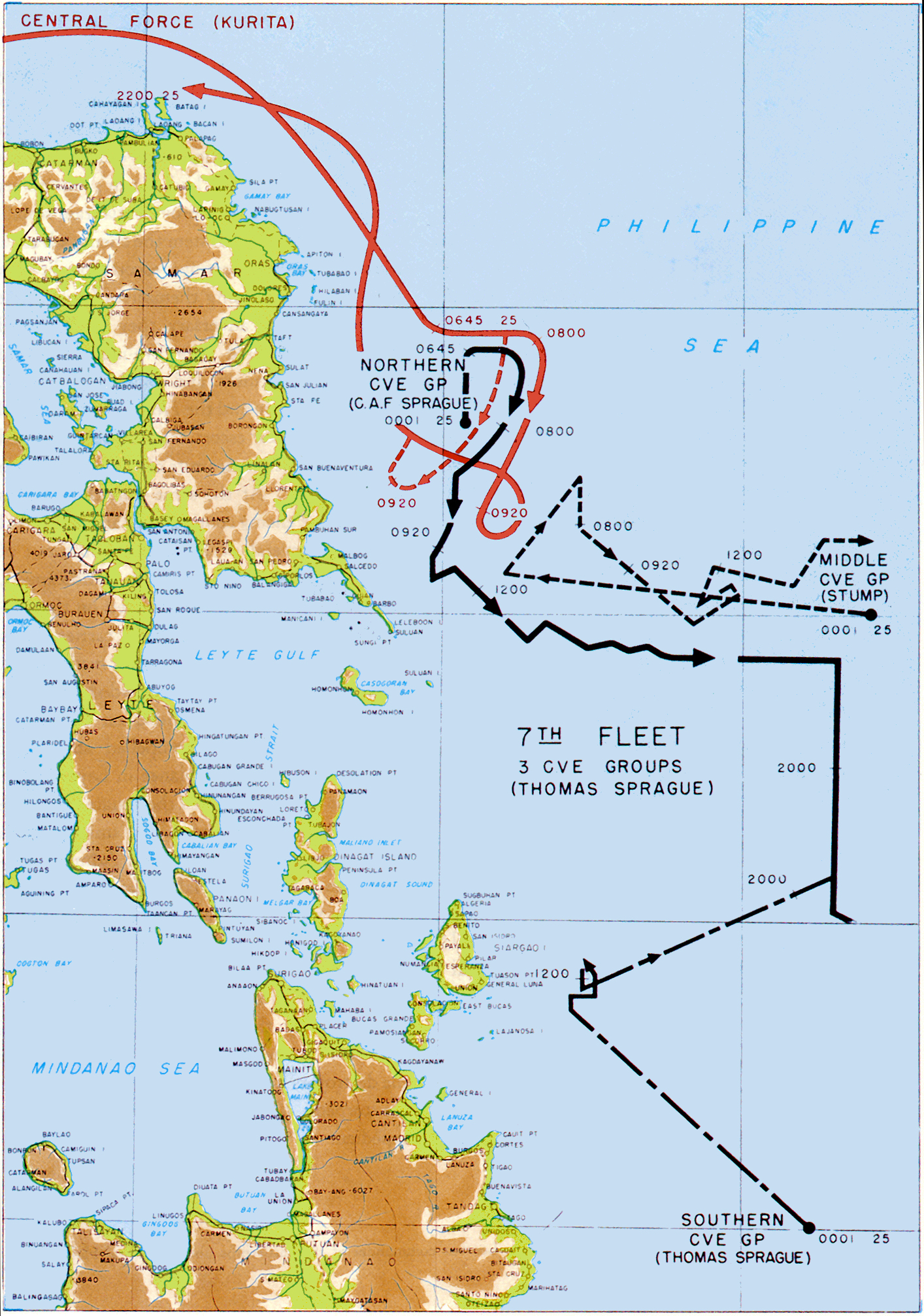
战斗中的雙方的移动

栗田的部队于1944年10月25日凌晨3:00穿过圣贝纳迪诺海峡，沿着薩馬島海岸向南航行，栗田希望哈尔西上钩，帶走他大部分的舰队，就跟哈尔西实际已經做了的事一模一样。栗田被告知西村的南方部队已经在苏里高海峡被摧毁，不会加入他在莱特湾的部队。然而栗田并没有收到電報，說北方部队已成功引走哈尔西的第三舰队的战列舰和舰队航母。在战斗的大部分时间里，栗田都被哈尔西实际位置的不確定性搞得疑神疑鬼的。风来自东北偏北，能见度约为23英里（37），伴有低阴和偶尔的狂风暴雨，美军在即将到来的战斗中将利用这些风暴进行隐蔽。

### 塔菲3號受到攻击
在萨马島以东航行約60海里（110；69英里）之後，在10月25日黎明前，聖羅號派出了四架反潜巡逻機，而塔菲3號其余的航母在为当天的海滩登陆的空袭做准备。06:37分，威廉 C. 布鲁克斯少尉驾驶格鲁曼 TBF Avenger从圣罗號出发，看到了好幾艘應該是来自哈尔西第三舰队的船只，但它们好像是日軍。当斯普拉格上将接到通知时，他也不太相信，他要求確定身份。布鲁克斯飞进去仔细观察，报告说：“我可以看到宝塔型桅杆。我看到了我看过的最大的肉丸旗插在最大的战列舰上！”。光一台大和號的大小就跟塔菲3號的所有单位加起來一样大。  布鲁克斯已經发现了日军三支进攻部隊裏最大的那一支，包含有四艘战列舰、六艘重型巡洋舰、两艘轻型巡洋舰和大约十艘驱逐舰。
他们从西北偏西方向正在接近，只離17海里（31；20英里），最靠近的特遣單元已经在他们的舰砲射程和目视范围内，那就是塔菲3號。此時的飛機仅配备深水炸弹以防遇到敌方的潜艇，然而飞行员仍然进行了第一次攻击，投下了几枚深水炸弹，讓巡洋舰的船头僅僅抖了幾下。
塔菲3號的瞭望台看到了往北邊打的防空砲火。在06:45，日軍突襲了塔菲3號，達到了完整的战术上的出其不意。大约在同一时间，塔菲3號的其他人已从地面雷达和日軍无线电通信中發現到目标。大约在07:00左右，大和号從17海里（31；20英里）遠處开火。由於它沒有美軍的火砲雷达、以及福特儀器公司的Mark I型火控计算机，它只需要火砲指挥人員指向目标就會自动提供對應的射击解决方案，日軍的火控依靠机械式计算器去計算弹道学，以及其他由光学测距仪所得到的自己和目标的航向和速度相關的事。然後，在战列舰的穿甲弹中裝上了由颜色區分的染料，以便每艘船的观察员能够识别自己的落弹點，这是在许多國的海军裏，主力舰上常见的做法。 不熟悉战列舰战斗的美軍很快就被五颜六色的间歇噴泉的景象所震惊，因为在第一批的砲火齐射中就找到了美軍的距離範圍。长门號使用了亮粉色； 榛名號使用了一种黄绿色，美軍有的說是绿色、有的說是黄色。金刚號使用血红色染料，在某些情况下可能呈现红色或紫色甚至蓝色。大和號没有使用染料，所以她的砲彈飞溅呈現白色。 
栗田在他的识别手册中没有找到這種小型护航航母們的轮廓，讓他误以为她们是大型的舰队航母，并认定他的砲火之下的是第三舰队。他的首要任务是消滅航母的威胁，他立刻下令“全面进攻”：他的特遣队中的各个师團之間，与其小心翼翼地精心策划，還不如各別单独进攻。日军的编队才刚刚換成圆形的反空襲编队，這個命令造成了一些混乱，让斯普拉格可以把日军的進攻引導成追击，這限制了日军的舰船只能使用前方火砲，也同時限制了他们的高射砲。斯普拉格的舰船在這個追击中不会像日軍一樣少了那么多的火力，因为他们的船艉武器比船頭砲多，並且他的航母還可以起降飞机。

### 向东邊跑
06:50，斯普拉格上将下令将编队航向更改为090，指示他的航母转向、邊跑邊发射飞机，然后撤退到东邊的風暴中，希望不好的能见度能降低日軍砲火的准确性。他命令护航舰到编队后方去制造烟雾掩护撤退的航空母舰，並命令航空母舰采取回避行动，例如透過“追砲彈的水花”以甩开敌人的瞄準，然后发射所有可用的FM-2野猫战斗机和TBM復仇者魚雷轟炸機，不論他們装了什麼樣的武器。有些人有火箭彈、机关枪、深水炸弹，或者什么都没有。只有很少有人携带反舰炸弹或空投鱼雷，能讓飞机击沉重型装甲的战列舰。野猫战斗机被认为是更适合这种小型航空母舰，而不是那種更快、更重，在较大型的航空母舰上起飞的F6F地獄貓戰鬥機。他们的飞行员奉命“攻击日軍特遣队并前往莱特島上的塔克洛班简易机场，重新装填彈藥和加油”。许多飞机在消耗完弹药和武器之後選擇继续“空跑”以擾亂敌人的注意力。大约在07:20编队进入風暴，日军由于没有可以穿透雨水和烟雾的射控雷达，火力明显减弱。
与此同时，栗田已经體會到他下令进行全面进攻的后果了，因为他的第五巡洋舰师和第十驱逐舰师在匆忙靠近美軍航空母舰的情况下，抄近路穿过了第三战列舰师的航线，逼得战列舰金刚号转向北方退出编队。造成金刚号在剩餘的战斗中只能独立行动。栗田担心他的驱逐舰在追击他认为的快速航母的过程中会消耗过多的燃料，同时也阻碍他的战列舰的火力线，於是他在07:10下令他的驱逐舰移到他的编队后方，这个决定产生了直接的后果，因为第十驱逐舰中队就在他们正要接近美国编队的右翼时被迫转身离开。对于第二驱逐舰中队来说，后果更严重，儘管不是那么直接：矢矧號和她随行的驱逐舰被下令排在第三战列舰师的后面，他们从栗田编队南邊的位置向北邊驶去，去寻找师團的旗舰金刚號，卻没有留下任何部队可以拦截那些將會在07:30回到南邊的美軍航母。尽管栗田下达了全面攻击命令，但他在整个战斗過程中卻還是不斷下令給舰队改变航向。

### 美軍驱逐舰與护航驱逐舰反击

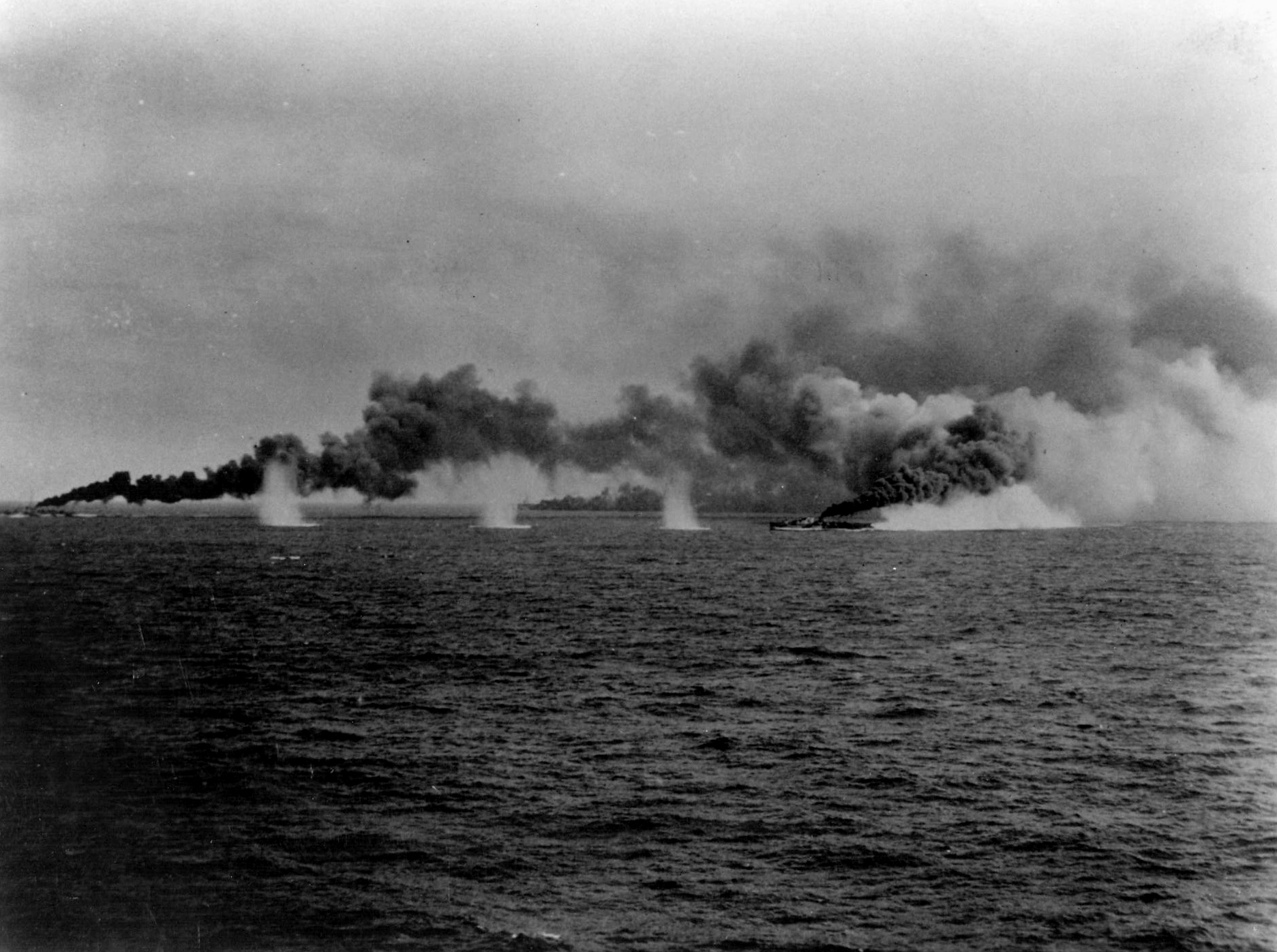
塔菲3號的驅逐艦正在砲火下製造煙霧。

美軍的三艘驱逐舰和四艘小型护航驱逐舰的任务是保护护航航母免受飞机和潜艇的攻击。那三艘弗萊徹級驱逐舰──因其缺乏装甲而被暱称为“锡罐頭”──的速度夠快，足以跟上一支快速的航母特遣队。雖然每一艘都有五門单座5英寸（127）砲和几门轻型高射砲，但這些砲都不足以对抗有装甲的战列舰。只有他们的十門21英寸（533） Mark 15鱼雷──安装在艦舯的两个可旋转的五管发射器中──可对战列舰和巡洋舰构成严重威胁。
美軍驱逐舰的一个优势是雷达控制的Mark 37火砲火控系统，它能協同自動發射船上的5英寸（127）砲，只要火砲指挥员指著目标。Mark 37是高平兩用系統，它的砲火控制雷达和防空的優異性能，即使是在能见度低或是船舰自身正在做激进的规避移动的情况下，能讓驱逐舰的砲火保持打在目标上。日軍則是透過光学测距仪來定位，輔以砲弹的颜色编码染料和机械式计算器，造成他们难以穿透雨和烟识别目标，并限制了他们的船在射击时仍然保持机动的能力。日本砲弹打在美軍船只的旁邊，击中水面时溅起的不同颜色的水花，促使一名美軍水手打趣地說：“他们正用水彩打我們！”
四艘約翰·C·巴特勒級護航驅逐艦較小較慢，因为它们的设计是來保护慢速的护衛货輪免受潜艇的攻击。他们装备了两門没有自动火控的5英寸（127）砲和三枚鱼雷，尽管他们的船员很少接受鱼雷攻击的训练。由于這些鱼雷的射程只有大约5.5海里（10.2；6.3英里）遠，所以它们最好是在夜间使用：因為在白天，对重型战列舰的攻击可能必须要通過一個25海里（46；29英里）距離的火網。在这场战斗中，它们将与历史上最大的战列舰所帶领的舰队展开战斗，尽管这些舰艇的烟囱和化学烟雾发生器原本就有产生浓厚的烟雾的能力，但這卻大大的影响了這場战斗的进程。
美軍在佈下烟雾給航母躲藏免於日軍的砲手，之後，他们馬上利用烟雾隐蔽，进行了鱼雷殊死戰。這些船的外型和侵略性使得日軍以为驱逐舰是巡洋舰、而护航驱逐舰則是標準尺寸的驱逐舰。更由于缺乏装甲，穿甲弹可以直接穿过船體而不会爆炸，直到日本砲手改用高爆 (HE) 砲弹，才造成了更大的損伤。它们的速度和敏捷性使一些舰艇能够在发射鱼雷之前完全閃避開砲火。有效的损坏控制、推进和电力的備援系统使它们即使在被擊沉之前承受了数十次的命中之后，仍能继续运行和战斗，儘管此時的甲板上應該到处都是死者和重伤者。南面的塔菲2號驱逐舰們也发现自己遭到砲火攻击，但当他们被发出援助信号的甘比尔湾号发现时，他们被命令返回以保护他們自己的航母。

#### 強斯顿号驱逐舰
07:00，驱逐舰強斯顿号的指挥官欧内斯特·E·埃文斯（Ernest E. Evans）通过佈下保护性烟幕和「之」字形前進，来回应那些屬於他护航的小组的、正被不斷接踵而來的砲火包围的航母們。大约在 07:10，枪械军官罗伯特哈根开始向最近的攻击者开火，當時有8.9海里（16.5；10.2英里）遠，記錄了有几次命中前導的重型巡洋舰。日軍瞄準约翰斯顿号，很快，砲弹的飞溅就包围了驱逐舰。埃文斯馬上回应，而且没有与他的上級指挥官商量，他命令约翰斯顿号“戰鬥速度，左滿舵”；约翰斯顿号仍在製造濃烟和蜿蜒前進，以最大的加速朝日軍前進。
07:15，哈根集中火力攻击前導的巡洋舰中队的旗舰，重巡洋舰熊野号。 在他的5英寸（127）砲的最大射程10海里（19；12英里）发射，约翰斯顿号在熊野号的上层建筑上打了中几發，上层建筑馬上爆出了火焰和烟雾。 
07:16，斯普拉格命令指挥官威廉·道·托马斯（William Dow Thomas）登上原本是负责掩護的小型驱逐舰霍尔号，去進行攻击。三艘小驱逐舰霍尔号、赫爾曼号和塞繆爾·B·羅伯茨号努力地組成攻击编队，進行了长距离冲刺，进到鱼雷的射击位置。
约翰斯顿号加强了攻击，它在適度的海浪中采取回避路线，发射了超過两百发以上的砲弹，使其成为一个不好打的目标。 约翰斯顿号持續接近鱼雷的最大射程，在到達4.4海里（8.1；5.1英里）的時候，十枚鱼雷全部齐射。 07:24，两或三枚击中熊野號，打掉他的船頭。 几分钟后，在 07:33，有四枚鱼雷很靠近但錯過金刚號。（莫里森断言金刚号被迫转向北方以避開这些鱼雷，但这并没有反映在金刚号自己的行动报告中。目前尚不清楚这些鱼雷是由约翰斯顿号或是霍尔号发射的。）  遭受空袭伤害的重型巡洋舰铃谷号也被帶離战場，因为她停下来协助熊野号。约翰斯顿号進攻的效果是讓日軍指挥官的心中产生了混乱，他们以为他们是在跟美軍的巡洋舰交战。埃文斯随后倒轉航向，在他的烟幕掩护下，在他的船和敌人之间拉开了距离。
07:30，三枚主砲砲弹穿过约翰斯顿号甲板进入左舷的機艙，将驱逐舰的速度减半至17節（20英里每小時；31每小時）并破壞了她的船后砲架的电力供应。 Hagen的报告說它们是来自金刚战列舰的14英寸（356）砲弹，從7海里（13；8.1英里） 遠的地方，但这不太可能，因为金刚号在日本编队的远處，金刚号的行动报告称她当时没有与任何目标交战，因为她在暴风雨中什麼都看不見。根砲彈的方向和下落的角度，它们更有可能是大和號从10.229海里（18.944；11.771英里）遠的地方发射的18.1英寸（460）砲弹，片刻之后，三顆来自大和号的6.1英寸（155）砲弹击中了约翰斯顿的舰桥，造成大量人员伤亡，并切断了指挥官埃文斯的左手手指。这艘船严重損坏，已死亡和垂死的水兵散佈在她血腥的甲板上。大和号报告说在 07:27 用主砲齐射击沉了一艘“巡洋舰”（日本人一直高估跟他交戰的美軍军舰的尺寸）。 当时也在朝约翰斯顿号开火的驱逐舰岸波号在07:28也报告“大和号击沉了一艘敌方巡洋舰”。 
然而，约翰斯顿号卻没有沉没。她在战斗前就已经耗尽燃油，剩余的燃油储备并没有引发灾难性的爆炸。这艘船在暴雨中找到了庇護所，讓船员们有时间可以修复損壞，三个船艉砲座的动力恢复了两个。约翰斯顿号的搜索雷达坏了，乱七八糟地倒在甲板上。同样受损的火控雷达很快恢复使用。只需要几分钟就可以让约翰斯顿号的主砲台和雷达重新上线使用；大约07:35，约翰斯顿号从它在雨中的位置，向4.9海里（9.1；5.6英里）外的日軍领頭驱逐舰发射了数十发砲彈。射击后又馬上转移目標到那些从东面來的巡洋舰上，對著距離5.4海里（10.0；6.2英里）外、離他最近的敵舰再射击几十发。   由於這两个目标都無法用肉眼看到，因此没有被识别；约翰斯顿号認定的巡洋舰很可能是战列舰榛名号。 
07:37，托马斯准将透过语音无线电下令进行鱼雷攻击。约翰斯顿号和赫尔曼号收到了。 当约翰斯顿号继续远离日本人时，她遇到了由受损的霍尔号所率领的冲锋掩护部队。埃文斯让约翰斯顿号重新加入进攻，为托马斯的小型中队在鱼雷攻击中提供火砲支援。 约翰斯顿号靠近到6,000碼（3.0海里；5.5） 的距離去攻擊东邊编队的領頭重型巡洋舰利根，由于失去了SC搜索雷达，现在射击效率降低，但仍然记录了多次的命中。 
在战斗中，埃文斯与更強大的日軍对手进行了几次决斗。在 08:20，约翰斯顿号從浓烟和暴风雨中鑽出來，遇上了一艘36,600吨的金刚号级战列舰（可能是榛名號 ，它报告中说大约在这个时候用她的副砲与一艘美軍驱逐舰交战。） 约翰斯顿号打了至少40发砲弹，並且观察到击中战列舰的上层建筑超过15次以上。约翰斯顿号倒轉航向並消失在烟雾中，避开榛名号的14英寸（356）的还击。08:26和08:34二次，托马斯要求对航母东侧的重巡洋舰进行攻击。 08:30，约翰斯顿号回覆擊敗一艘正在向无能力的甘比尔湾号开火的巨大巡洋舰，然后接近至6,000碼（3.0海里；5.5）向一个更大型、配备更精良的对手开火十分钟，可能是羽黑号，打中了許多發。 
08:40，一个更紧迫的目标出现在船艉正後方：排成两縱隊的七艘日本驱逐舰，正要靠近要去攻击航母。  埃文斯反转航向拦截，试图穿过前面的编队，製造出“T型編隊” （一种经典的海军操作，可以限制敌舰的火力）。埃文斯命令约翰斯顿号火砲向日軍驱逐舰們开火，还击的驱逐舰数次擊中约翰斯顿号。日軍領頭的驱逐舰舰长或许是看到了自己的劣势，下令转向西邊。哈根从近得不能再近的7,000碼（3.5海里；6.4）遠的地方开火，在領頭的驱逐舰丟下錨转向之前，打中它十几次，然后将砲火转移到下一艘縱隊裏的驱逐舰，在它也掉头之前打中了五次。令人惊讶的是，整个日軍中队全都转向西邊以避开约翰斯顿的砲火。这些日軍驱逐舰终于在09:20，从 5.2海里（9.6；6.0英里）遠處勉強地发射了鱼雷。有數枚鱼雷是被航母的飞机低空扫射或防御砲火給引爆，其余鱼雷未能击中目标。
现在，日軍和美軍的船只糾纏在一片亂鬥中。到08:40时，浓烟使能见度变得很差，使得约翰斯顿号在穿越编队与驱逐舰交战时差點撞上赫尔曼号，迫使塞缪尔 B. 罗伯茨避开他们俩。 甘比尔湾号和霍尔号正在下沉。日軍要寻找目标并不难。09:00后，隨著霍尔号和塞繆爾·B·羅伯茨号退出战斗，残废的约翰斯顿号就是一個不費力的目标了。她与四艘巡洋舰和許多的驱逐舰彼此交火。
约翰斯顿号不斷承受日軍的砲擊，日軍打掉了主砲座，杀死了许多人。到09:20，埃文斯被爆炸的弹药逼出了舰桥，他在舰艉向手动操作船舵的人大喊他的命令，指挥着船。在09:40，日軍的砲火击毁了僅存的引擎，约翰斯顿号在水中等待死神來臨。攻击她的人将火力都集中打在她，而不是在逃跑的航母。约翰斯顿号被击中太多次了，有一位幸存者回忆说：“他们无法以足够快的速度修补破洞以讓她浮著。”
09:45，埃文斯终于下令弃船。25分钟后约翰斯顿号与它的186名船员一起沉沒。埃文斯和他的船员们一起弃船，但他從此再也没有看到。他被追贈授與荣誉勋章。当日軍的驱逐舰雪風号在附近缓慢巡航时，罗伯特·比利和其他几名船员看到她的船长向沉没的约翰斯顿号致敬。 

#### 塞缪尔·B·罗伯茨号護航驅逐艦

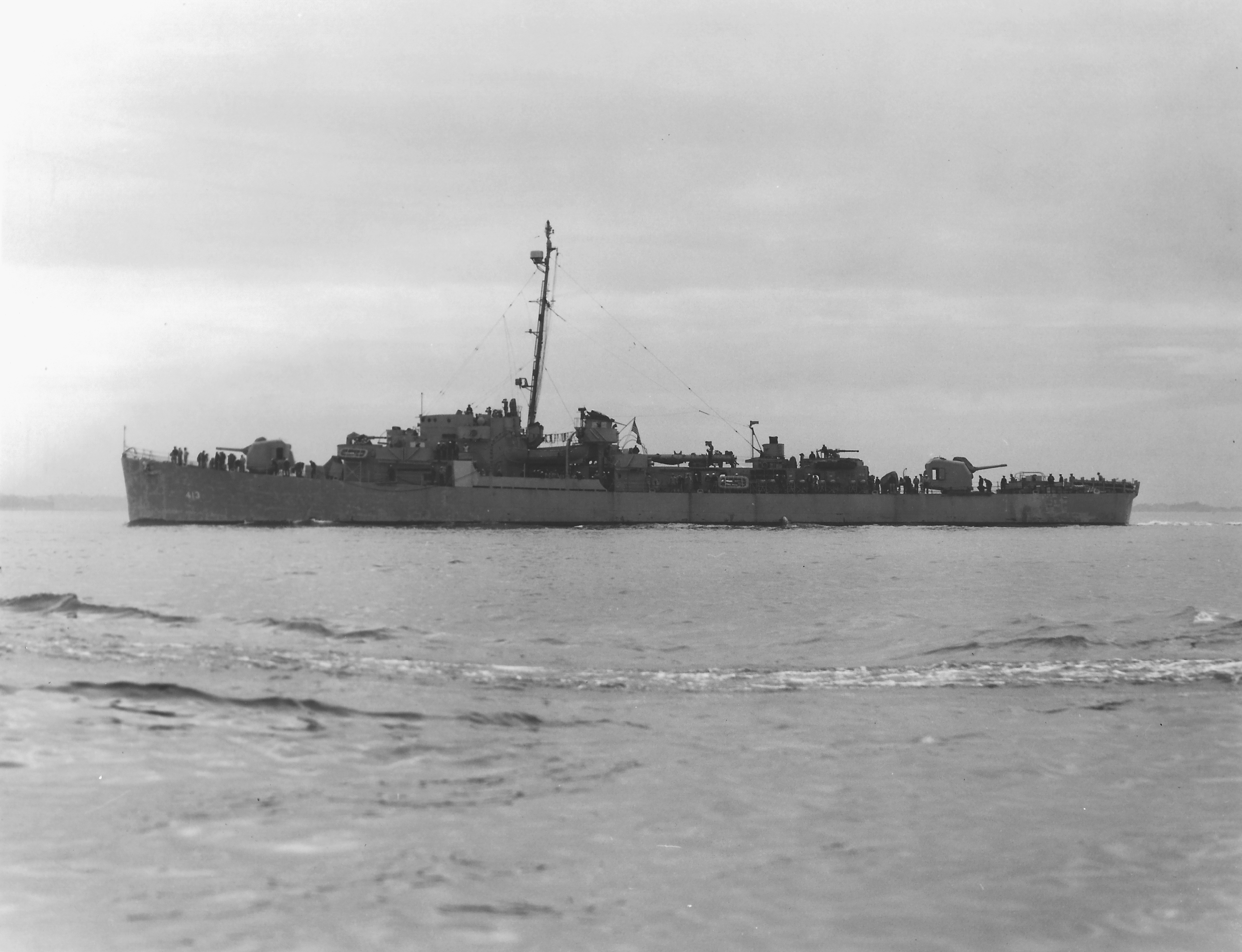
在海上的塞繆爾·B·羅伯茨號。

尽管护航驱逐舰被认为是便宜的小型舰艇，可以保护缓慢的货运船队免受潜艇的攻击，但它们依然保留有鱼雷和5英寸（127）砲。塞缪尔·B·罗伯茨号在这场战斗中以“像战列舰一样战斗的护航驱逐舰”与装甲巡洋舰（其设计可承受 5 英寸砲火）作战而著称。 07:40左右，罗伯特·W·科普兰中校驾驶他的小船避开正在冲锋的赫尔曼号；看着那艘驱逐舰接近敌人，科普兰意识到他自己的船的航向和位置正是教科书裏教的理想位置，可以对领頭的日軍重型巡洋舰发动鱼雷攻击。他在他船上向全船广播告诉他的船员“这將會是一場極為不利的戰鬥，有如九死一生。但我们将尽我们所能造成损害。”他並没有收到命令，實際上他是违背命令，他下令全速前進，随著赫尔曼一起去攻击日軍巡洋舰。
罗伯茨号在驱逐舰所佈下的烟幕的掩护下沒被日軍查覺。科普兰不想引起日軍对他的小船的注意，一再拒绝他的砲长用5英寸（127）砲開火；即使目标清晰可见且在射程内，他還是想要從5,000碼（4.6）遠的距离发射鱼雷。在08:00，一枚可能是本來想打他附近的一艘驱逐舰的流弹击中了罗伯茨号的桅杆，桅杆倒下并卡住了鱼雷發射架。後來恢复了，罗伯茨号在 4,000碼（3.7）遠，在没有被开火的情况下向鸟海号发射幾枚鱼雷。罗伯茨号迅速倒转，消失在烟雾中。瞭望员报告至少有一枚鱼雷击中，在08:23被打残的鸟海开始失去速度并落到纵队后方。 
在08:10，罗伯茨号正在接近航母编队。日軍重巡洋舰築摩號穿過烟雨之後现身，舷砲齊射向航母开火。科普兰改变路线進行攻击并告诉他的砲长，“伯顿先生，你可以开火了。” 罗伯茨号和築摩號开始舷側互轟。 现在築摩號将她的火力分配给航母和罗伯茨号。築摩號受到近距离射程和缓慢射速的阻碍，她這個小而快的对手變得不好打。 （在战斗初期，当罗伯茨号明瞭必须去保护护航航母免受水面攻击时，总工程师“幸运”特罗布里奇中尉绕过了发动机的所有安全机制，使罗伯茨号能够以28節（52每小時；32英里每小時） 的速度前進) 但罗伯茨号没有築摩號射速慢的问题。在接下来的35分钟内，在盡可能接近的4.8（2.6海里）遠的地方 ，她几乎把她的5英寸（127）砲的全部的庫存弹药都打出去了──超过600发砲弹。 在这场看似不對等的戰鬥中， 築摩號整條船被打得體無完膚。然而，罗伯茨号的船员并不知道，就在罗伯茨号与築摩號交战后不久，赫尔曼号也将她的砲对准了築摩號巡洋舰，使她陷入了致命的交叉火力。築摩號的上层建筑被穿甲弹、高爆弹、防空砲弹，甚至连能讓金属板著火的照明彈...等等一连串的狂轟濫炸給撕裂了。築摩號的艦桥被毁，上层建筑起火，她的第三号砲座不再能用了。 
然而，這不是築摩號獨有的，很快，日本舰队齐射的彩色水花就把罗伯茨号包围起來了，事後證實她正受到來自大和號、长门号和榛名号的攻击。科普兰为了避開來襲的砲弹孤注一擲，下令全速後退，讓日軍的齐射沒命中。可是，现在他的小船變成是個容易挨打的目标了，并且在08:51，日軍巡洋舰找到了他们的砲彈标记，打坏了她的一个锅炉。罗伯茨号只剩17節（31每小時；20英里每小時）的速度，一直在挨打。最後那個決定性一擊的功勞讓給了金刚号，在09:00，金刚号击毁了她僅剩的引擎。 死者在海水里漸漸沉没，罗伯茨号的战斗结束了。
火砲軍士Paul H. Carr负责船艉的5英寸（127）砲座，在砲管过热所引起的后膛爆炸之前，他在35分钟内发射了几乎所有庫存的325发砲弹。卡尔被发现垂死在他的砲站，掙扎地要人帮忙將他抱着的最后一發砲装进后膛。他被授予银星勋章和后来的导弹护卫舰卡尔号(FFG-52)以他的名字命名。而导弹护卫舰塞繆爾·B·羅伯茨号(FFG-58)和科普兰号（FFG-25）以本船及船长命名。
陪同的隊友护航驱逐舰丹尼斯号(DE-405)、约翰·C·巴特勒（DE-339）和雷蒙德号（DE-341），她們也发射了鱼雷。虽然他们沒打中，但这有助于减缓日本人的追逐。丹尼斯号被两枚巡洋舰砲弹击中，而约翰·C·巴特勒在交战一小时后打完砲弹后停火。

#### 霍尔号驅逐艦
由指挥官 Leon S. Kintberger担任舰长的快速驱逐舰霍尔号是掩護塔菲3號的小型驱逐舰和护航驱逐舰的旗舰。随着日本砲弹的飞溅开始包围特遣舰队的船只時，霍尔号开始之字型航行同時鋪設烟霧以保护正在逃离的護航航母。当日軍接近到18,000碼（16；10英里）时 ，Kintberger开火，但反过来也成为日軍的目标。大和號的6.1英寸（150）砲在14,000碼（13）遠處击中了霍尔号的艦桥 ，打掉了所有的语音无线电通信，造成四人死亡，金特伯格和旗舰指挥官威廉·道托马斯受伤。 
斯普拉格上将随后命令托马斯用鱼雷攻击日本人。他在受损的霍尔号上，尽其所能將他指挥的三艘驱逐舰排成列隊，并在07:40下令“列队出发”。穿过阵雨和浓烟，霍尔号蜿蜒地向日本舰队驶去，赫尔曼号和塞缪尔·B·罗伯茨号紧随其后。约翰斯顿号潜伏在雨中，她的雷达瞄准毫无戒心的日本巡洋舰。
随着距离的迅速接近，金特伯格现在不得不儘快选出一个目标。在战斗信息中心裏，执行官弗雷德格林迅速提出了一条航线，让霍尔能够攻击帶頭的“战列舰”，可能是金刚号，或是重型巡洋舰羽黑号。金特伯格毫不遲疑下令霍尔号进入航線。這條航線将霍尔号带入對日軍中央部队的衝鋒當中。 
枪砲军官比尔·桑德斯中尉指挥霍尔号的五个5英寸（127）主砲做快速密集攻擊且命中数次，這引起了日本舰队相当程度的注意。很快，各類口径的砲弹往驱逐舰接踵而來。
在07:27附近的某个时间，霍尔号在范围9,000碼（8.2）遠的地方发射了半齐射的鱼雷然後反转航向。 这次齐射沒看到有什麼樣的结果，但有几份历史报告称，羽黑号被迫急剧转向远离鱼雷攻击，并脫離领頭的位置、落後到利根的后面， 但这一说法与羽黑的详细行动报告相抵觸，其中的记录變成是在10,300碼（9.4）遠的地方与“敌方巡洋舰”（ 霍尔号 ）交战 ，且對方不是鱼雷攻击。 
在霍尔号打完她的第一次的半次齐射不久，一系列毁灭性的多口径砲弹迅速连续击中霍尔号，造成第二组船艉的所有主砲和副砲失效、左舷引擎停止了，并丧失她的Mark-37火力控制指向器、FD雷达和艦桥转向控制。他的船减速到17节、只能手动操纵，金特伯格意识到他必须儘快发射剩余的鱼雷，在他還有有能力的时候。 
金特伯格指挥官在他最初的鱼雷攻击后轉向西南方向，他大约在07:50左右转身向西，向一艘“重型巡洋舰”（可能是大和号或榛名号，双方在能见度差的情况下难以识别目标）发射了他的第二次鱼雷齐射。这一次，霍尔号的船员们得到了回报，他们似乎看到了沿著目标旁边的大水柱。然而，鱼雷击中的數量无法确认。喷水柱有可能只是炸弹落在船旁邊。日軍的行动报告显示，霍尔号的目标可能是大和号，它在07:54努力地转向左舷以躲避鱼雷齐射，它被迫向北行驶，直到鱼雷耗尽燃料，将栗田带离战場并导致他失去对他的部隊的追踪。 
霍尔号现在被打殘了而且被敌人包围，她的速度降低到17节。几分钟之内，后舵室就將舵机恢复了。金特伯格下令向南驶向塔菲3號。在如同魚尾般搖搖晃晃和之字形移動的过程中，她用她僅存的两门火砲朝最近的敌舰不斷地射擊。终于，粗估约是08:30時，在承受了40多發5—16英寸（127—406）的砲击之后，一顆8英寸（200）砲彈毀了她僅剩的引擎。她的引擎舱已在水下，一号彈藥艙正着火，这艘船开始向左舷倾斜，全靠船艉撐著。弃船命令在08:40下达，許多幸存的船员从船上游走。
一艘日軍巡洋舰和几艘驱逐舰靠近到2,000碼（1.8）以內，這给了霍尔号的砲长Chester Fay所领导的两門前砲一个夠大且夠近的目标。在大约十分钟的时间里，他们与一艘利根级巡洋舰互相齐射。当几艘驱逐舰减速并靠近到1,000碼（910）左右，她们也开砲了。日軍的砲火直到08:55才停止，那時霍尔号側翻沉入8,000碼（7.3）深的海底，在強忍著90分钟的苦頭之後。 
霍尔号是塔菲3號裏第一艘沉没的船只，并遭受了最严重比例的损失：全體船員只有86人幸免于难；253名官兵随船葬身海底。金特伯格指挥官以海军少将退休，他在一篇海员的墓志铭中描述了霍尔人对职责的勇敢奉献：“完全知道与如此强大的部队交战的必然结果，这些人依舊冷静地且有效率地執行了他們被賦予的职责，一直到他们的船被他们所擊敗的人击中。”

#### 赫尔曼号驅逐艦
赫尔曼号--由指挥官阿莫斯-T-海瑟威所率领--在战斗剛开始时是在與航母們一起的遠離戰場的那一邊，在7:37，他接到托马斯准将的命令，做"小男孩(small boys)"纵队的领頭，去攻击正在接近的敌人舰队。赫尔曼以戰鬥速度穿越"小平头"编队进入战斗，在穿过烟雾和间歇性暴雨時，能见度有时降低不到1,000碼（910），有两次不得不紧急全速后退以免与友舰相撞，第一次是与塞缪尔·B·罗伯茨号，然后在07:49与霍尔号，因为霍尔要在编队的头前位置准备进行鱼雷攻击。
07:50 ，赫尔曼号在匆忙地准备半齐射鱼雷攻击的同時用她的5英寸（127）火砲與羽黑号交戰。在混乱的战斗中，二号鱼雷架上的鱼雷兵错误地多发射了两枚额外的鱼雷，才被負責的上尉拦住，同时一号鱼雷架也同樣發生。在发射了七枚鱼雷后，赫尔曼号改变航向，与已经朝她开火的三艘战列舰组成的纵队交战。 
海瑟威现在可能要为引发一系列可能对战斗结果产生决定性影响的事件负责。他指示5英寸（127）砲火向纵队的领頭者战列舰榛名号開火。然后，他很快地靠近到僅僅有4,400碼（4.0）的距離并发射了他最后的三枚鱼雷。 榛名号避开了所有的魚雷，但历史学家塞缪尔·艾略特·莫里森（Samuel Eliot Morison ）断言，大和号被夹在赫尔曼号的两枚鱼雷的平行航线上之间，并有10分钟，它被迫向北远离戰鬥，而历史学家伦德格伦则基于日軍和美軍两方資訊的比较結果，断言鱼雷来自霍尔号在07:53所发射的第二波魚雷齐射。不論是哪一种情形，栗田和他最强大的戰艦都暂时退出了行动。日軍现在已经失去了主动权。顽固的美軍防御已经完全壓過了日本进攻的氣勢。
08:03，海瑟威相信其中有一枚鱼雷击中了战列舰，于是在浓烟的掩护下之字形前進，設定航母编队的航線。赫尔曼号的砲仍然完好无损，能够穿过烟雾和雨水向附近的目标开火。现在在持续的砲火籠罩下，赫尔曼号开始了与长门号之間的不對等决斗，而长门号的齐射正在來襲，而且是那麼令人不安地接近。 在08:08至08:25之间的某个时间点，赫尔曼号在与一艘日本驱逐舰之間的距离非常非常靠近，持续了几分钟，然后被浓烟隔开。在此期间，两艘船都没有向对方开火，两者都有更高优先的目标。 
08:26，托马斯指挥官要求向巡洋舰开火以掩护从东面來的護航航母們。海瑟威回应了，但首先他必须穿过航母和护卫队的编队。这项任务被证明是危险的。赫尔曼号以戰鬥速度全速航行，又有两次险些撞上，这次是范肖湾和约翰斯顿号。
最后，赫尔曼号在前往攻擊敌方巡洋舰的航线上，卻偶然遇到了严重受损的甘比尔湾号，该艦在'近距離平射射程'內被狠狠地擊潰。赫尔曼号在 12,000碼（11）處与築摩号交战，就在築摩的砲正在扫过甘比尔湾号时。築摩號现在陷入了與赫爾曼号和塞繆爾·B·羅伯茨号之间的交叉火力之中，并承受了相当的苦頭。在这一阶段的战斗，赫尔曼号遭到了大批的日本舰队的攻击。有红色的、黄色的和绿色的彩色水花表明她正被金刚号和榛名号盯上。还看到了许多沒染色的飞溅水花，很可能来自築摩所领軍的那一隊重型巡洋舰。 08:45， 赫尔曼号的舵手室被击中，三人当场陣亡，另一人重伤。一連串的8英寸（200）砲彈擊中造成船的前部進水，将她的船首往向下拉以至于她的锚在水面下拖著、以及造成她的其中一门砲被打掉。
08:50，来自VC-10的飞机接近现场，并由塔菲3號通过VHF引导到东边的巡洋舰。到08:53，築摩号和其餘四艘重型巡洋舰遭到猛烈空袭。在09:02，在赫尔曼号、罗伯茨号和舰载机上的炸弹、鱼雷和低空扫射的共同努力下，築摩号終於脱离了戰鬥，但仍然在它撤退时沉没了。 
09:07，重型巡洋舰利根号与赫爾曼号互相開火直到09:10利根也转頭离开。到了09:17，斯普拉格命令海瑟威在護航航母們的左舷艉部佈置烟霧，到了09:30，美軍的任務小组已重新调整到正常的编队并向南驶去。 
由于美軍抵抗得猛烈，栗田深信他面對的是一支更大的部队，他在09:00下达了“停止行动”命令，并指示到北邊会合。如此，出乎人意料之外，日軍开始脱离戰鬥調頭离开。
尽管赫尔曼号严重损坏，它是唯一幸存的驱逐舰。

### 向南跑

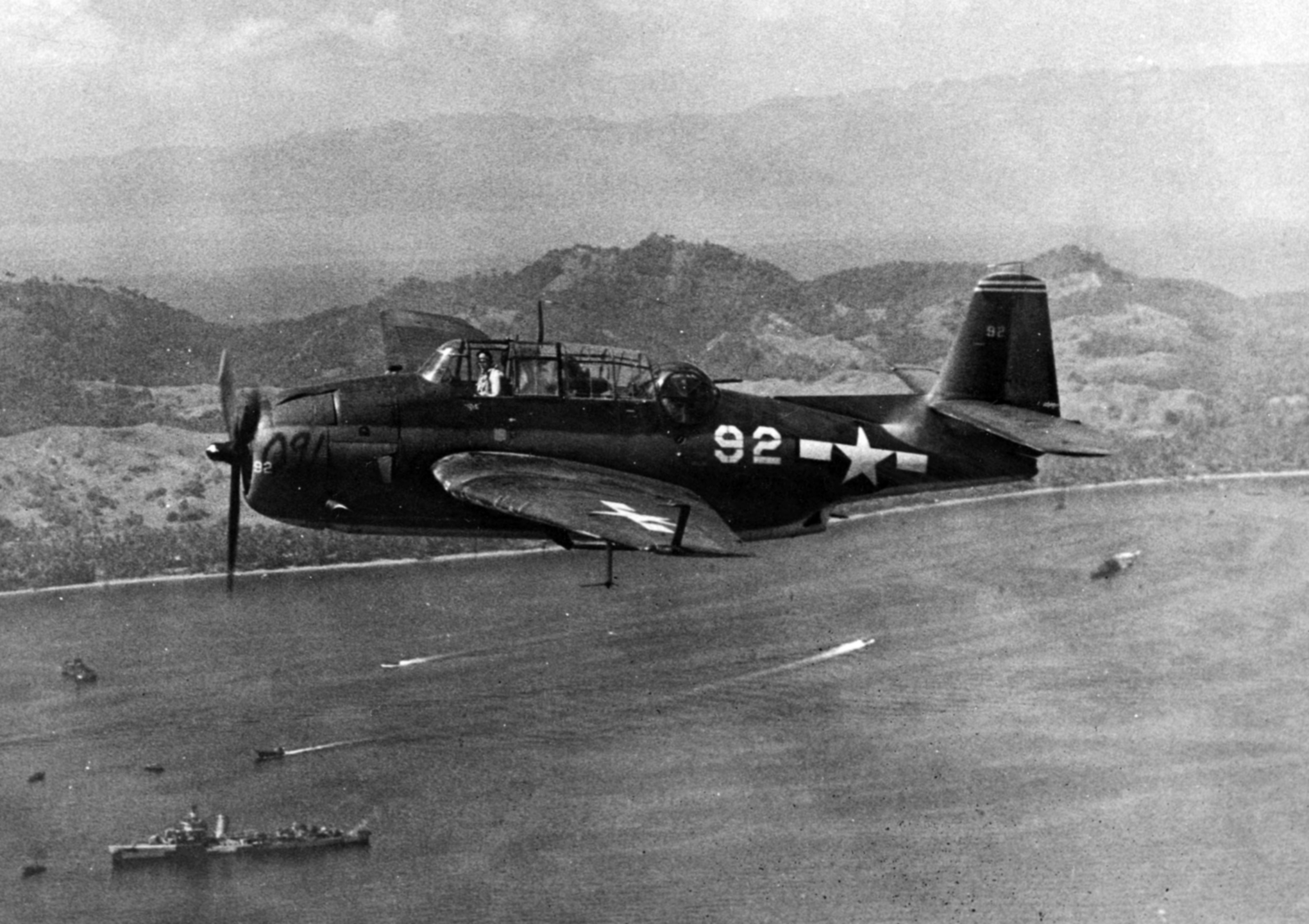
一台来自美軍桑提號的復仇者式轟炸機 。

在暴风雨中暂时安全了，斯普拉格上将有一个艰难的選擇必需决定。偏向东邊的航線會将敌人拉得太靠近圣贝纳迪诺海峡，並且远离了南邊的奥尔登多夫海军上将的部队可能提供的帮助，栗田将會获得他的队形的迎风面，这将不利於他的烟雾效果。因此，在07:30，斯普拉格下令改变航向，先向东南，再向南，并下令他的护卫舰进行鱼雷攻击，以掩护航母从风暴中現身。这对斯普拉格来说是一个非常冒险的决定，因为會这让栗田有机会穿过斯普拉格的弧线并将他切断。
然而栗田错失了良机，他的部队跟随塔菲3号在外圈，他早先决定将他的驱逐舰們調到后方，把他們从一个可以拦截或阻止美軍编队转弯的位置移開。塔菲3號的护航航母转南并以17.5節（20.1英里每小時；32.4每小時）的最高速度穿过砲火撤退。六艘航空母舰在暴雨中进进出出，偶尔会轉向迎风发射他们剩下的几架飞机。
一小时后，日军已将追击追至航母們的10英里（16）以内。航母已成功躲过被消滅，这加强了日軍相信他们在攻击的是快速的舰队航母。美軍产生的浓重的黑白烟雾，让目标观测变得异常困难。08:00，斯普拉格命令航母“只要射程沒問題，吹箭也可以拿來射”。船艉追逐也有利于小型航母的唯一反舰武器，就是单人手动控制的船艉5英寸（127）刺針砲，尽管它们装的是防空砲弹。来自護航航母們的刺针砲彈被认为是击中了那些冒险进入5英寸（127）砲射程内的日本军舰，并导致重巡洋舰鳥海号的沉没。一群高射砲手們看起來有點失魂落魄，一名军官鼓勵他们，大声喊道：“孩子们，只要再等一会儿就好，我们正把他们騙進40毫米砲的射程内。”

### 航母受到攻击
在向东奔跑的过程中，这些船只被险些击中。 08:05，護航航母加里宁湾被8英寸（200）砲打中，航母們开始受到直接攻击。然而，日軍舰艇发射的是穿甲弹（AP），但这些砲弹通常直接穿过无装甲的护航航母而不会引爆。尽管护航航母們被普遍称为是“可燃（Combustible）易损（Vulnerable）的消耗品（Expendable）”，但它们最终证明，在先躲避再吸引重型砲弹這個方面上，以及，在击落攻击的神风特攻队飞机的這個方面上，是很耐用的。

#### 白原号航空母舰
当大和號在 06:59 开火时，估计射程大約是17海里（31） ，她的前四次齐射是朝白原号打。大和號的第三次齐射是在 07:04 ，是一次很靠近的跨射。这次齐射的一枚近失弹在靠近她的右舷船後機艙的142号框架附近的左舷船舭下方爆炸。虽然这艘船没有被直接击中，但爆炸在龙骨下方的雷炸效应严重损坏了她的船体，扭曲了她的右舷机械，并触发了她电网中的所有断路器。及时有效的损坏控制在三分钟内恢复了电力和通信，她能透過超速運轉她的左舷引擎的补偿来保持编队。爆炸冲击产生的一大團黑烟使大和號（以及当时也朝白原号发射她的主砲的长门号）确信他们已经直接命中并将火力转移到其他目标。向南的转弯让白原号处于編隊的领頭位置，她躲過了日軍火力的进一步打击。
在行动的水面作戰阶段，白原号的5英寸（127）砲的组員声称有六次擊中重型巡洋舰鳥海号，鳥海号不久之后被空投的炸弹击中。

#### 甘比尔湾号航空母舰
当日本砲手集中在最近的目标上时，甘比尔湾号將注意力從其他逃离航母的身上有效地转移到自己。08:10，築摩号接近至5海里（9.3；5.8英里）以内 ，最后击中了最沒有遮蔽的甘比尔湾号飞行甲板。随着日軍改用高爆弹，接連的幾次命中和近距離未命中，先是导致甘比尔湾号失去速度，很快她就在了海中無法動彈了。當约翰斯顿号等驱逐舰未能成功地将火力从这艘注定失败的航母上引开的時候，三艘巡洋舰接近到了近距离射程。砲火席捲了满目疮痍的护航舰。她于09:07倾覆，并于09:11消失在海浪之下。4台格魯曼TBM復仇者鱼雷轰炸机与甘比尔湾号一起下沉。 两天后，她的近800名幸存者中的大多数被从莱特湾派出的登陆巡逻艇救出。甘比尔湾号是唯一一艘在二战中被海军砲火击沉的美軍航母。 

#### 圣罗号航空母舰

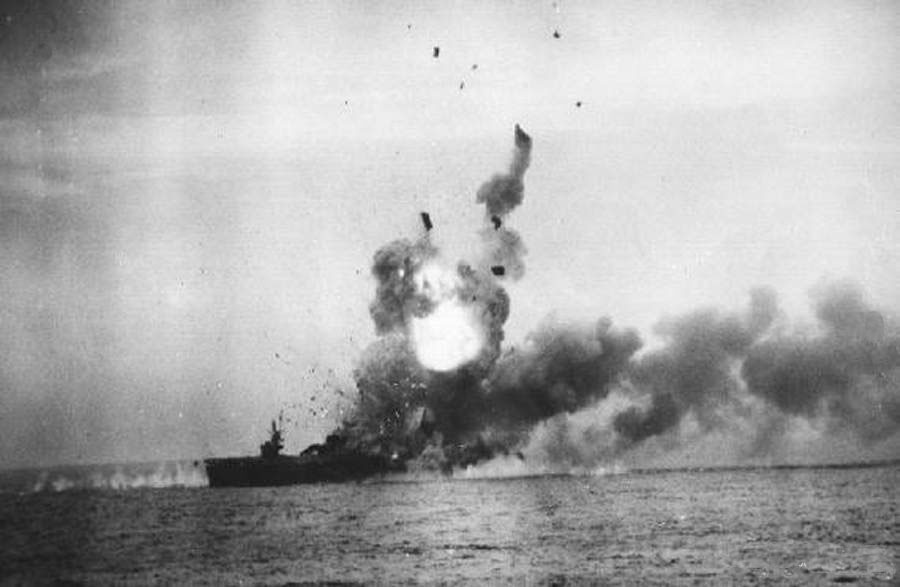
圣洛号在神风特攻队袭击后爆炸。

圣罗号在向东奔跑的过程中，多次被敵軍跨射，她在戰鬥的水面作戰阶段中躲過了严重的破坏。到07:38，从圣洛号的左舷艉部處靠近的日本巡洋舰已接近到14,000碼（13）的距離。圣罗号用她的单裝5英寸（127）砲快速射击回应了他们的齐射砲，並宣稱在利根级巡洋舰上击中三发。10:00，她发射了一架裝載了鱼雷的复仇者，去加入基昆湾号在10:13发起的攻击。10：51，敷島号中队队长关行男中尉将他的A6M零式从船艉正後方撞進她的飞行甲板內。机库内产生的爆炸和火灾迫使麦肯纳船长在11:00下令弃船。圣罗号于11:25翻覆、連同114人沉没。6架格鲁曼 FM-2野貓战斗机和5架格鲁曼TBM復仇者鱼雷轰炸机与圣罗号一起下沉。  

#### 加里宁湾号航空母舰
做為先鋒的护航航母的尾船，加里宁湾转向南下，遭到敌军密集的砲火。尽管受到烟雾、及时的暴雨以及掩护驱逐舰和护航驱逐舰的反击的某個程度保护，但她在07:50受到15次直接命中中的第一次。从敌方战列舰发射的大口径砲弹（14英寸（360）或16英寸（410））击中了机库甲板的右舷，就在前电梯的后面。
到08:00，在左舷艉部遠處的日軍巡洋舰（利根号和羽黑号）已接近到18,000碼（16）。加里宁湾号用她的5英寸（127）砲回应了他们跨射的齐射砲。三發8英寸（200）穿甲弹在几分钟内击中了她。08:25，航母从16,000碼（15）遠直接命中在一艘那智级重型巡洋舰的2号砲塔上，很快又第二次命中，迫使日本舰暂时退出编队。
08:30，五艘日本驱逐舰从她的右舷艉部处驶过地平线。他们从大约在14,500碼（13.3）遠處開火。当掩护舰与巡洋舰交战并隐藏烟雾时，加里宁湾号转移了她的火力，并在接下来的一个小时内与第 10 驱逐舰中队进行了交火。没有驱逐舰击中加里宁湾号，但她又承受了十多發來自现在被遮掩的巡洋舰的203（8英寸）砲彈。一枚砲弹穿过飞行甲板进入通讯区，摧毁了所有的雷达和无线电设备。大多数命中发生在08:45之后，此时利根号和羽黑号已接近10,100碼（9.2）以內了。
09:15，来自圣罗号的一架复仇者──由(j.g.) Waldrop中尉架駛的──低空扫射并引爆了在加里宁湾号的船艉正後方大约100碼（91）航跡裏的两枚鱼雷。加里宁湾号的一發5英寸（127）砲彈使第三艘船偏离了与她船艉碰撞的路线。大约在09:30时，随着日本舰艇發射告別的齐射并转向北上，加里宁湾号直接击中了一艘正在撤退的驱逐舰的舰舯。五分钟后，圣罗号停火并与塔菲3號的其他幸存者一起向南撤退。
大約10时50分左右，特遣單元遭到集中的空袭。在长达40分钟的战斗中，这是二战中神风特攻队的第一次攻击，除范肖湾号外，所有护航航母均受损。四架低空飛行的飞机从船艉正後方和右舷艉部攻击加里宁湾号。两架在接近时被击落，但第三架撞向飞行甲板的左舷，严重损坏了它，第四架毁了左舷後煙囪。加里宁湾号在上午的激烈行动中遭受了广泛的结构破坏，造成60人伤亡，其中5人死亡。确认了十二次直接命中和两次大口径的近失彈。這两次的近失彈在她的船艉下爆炸，对船的生存构成了最严重的威胁。

#### 基昆湾号航空母舰
基昆湾号在水面作戰的初期、向东邊跑的过程中多次遭到敵軍跨射，當時她在编队的后方與白原号並排一起，在向南转弯后， 她朝向编队的前方并躲过了严重损坏。10:13，她发射了五架复仇者（四架配备鱼雷，一架配备空投炸弹）去攻击撤退的日軍。10:35，五架（连同圣罗的一架）袭击了大和號，但没结果。11:08遭到神风特攻队袭击，她自己的和范肖湾的防空砲成功抵擋。她是斯普拉格的唯一一艘完好无损地逃脱的航母。

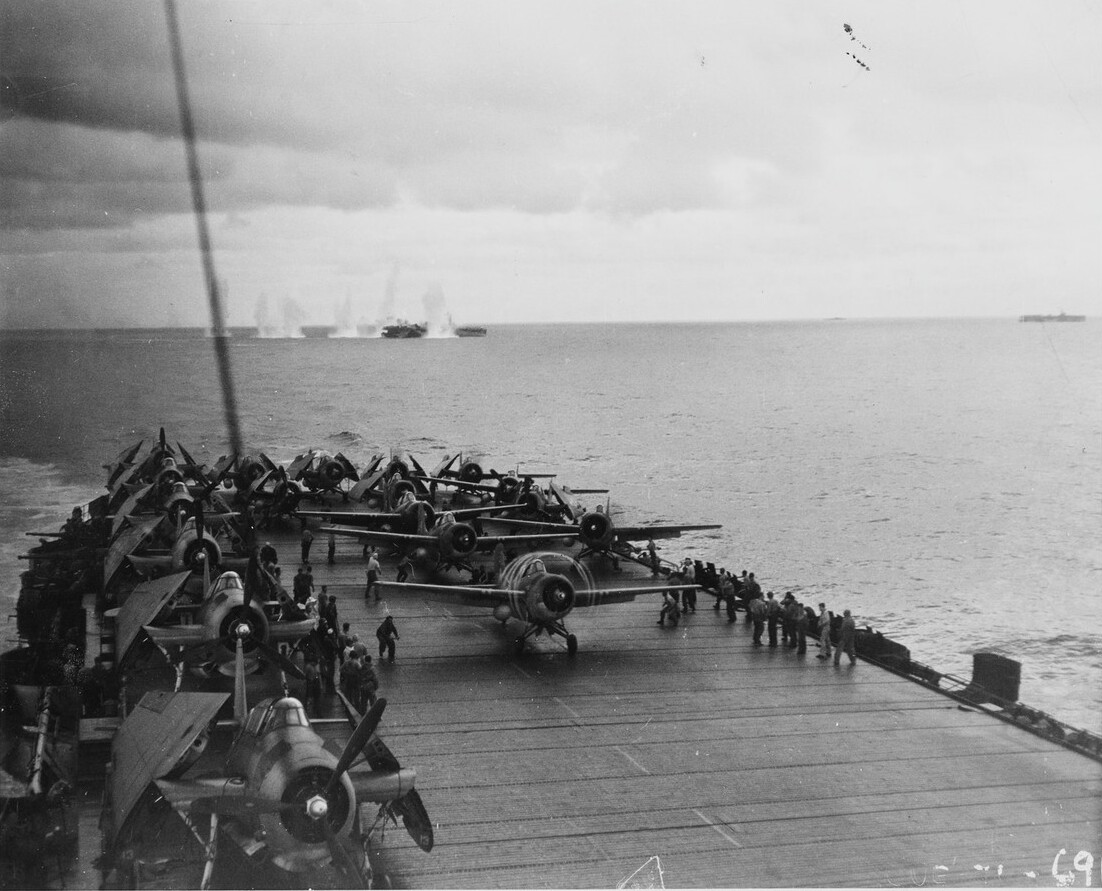
基昆湾号准备发射她的野猫战斗机，而白原號正被18 in砲的砲彈跨射。

#### 范蕭湾号航空母舰
斯普拉格的旗舰范蕭湾号在行动初期被金刚号和榛名號盯上（红色、黄色和蓝色的砲弹飞溅），在向东邊跑的期间躲过了严重损坏，並且在向南邊跑的期间是在编队远端、甘比尔湾号的对面。在后来的神风特攻队袭击中， 范蕭湾号将一架近乎命中的神风特攻队击落、帮助击落了一架即将撞進基昆湾号的飞机，并給已沉没或受损的姐妹艦的飞机降落。范蕭湾号遭受了四死四伤。

### 战列舰大和号
大和号在萨马岛与敌方水面部队交战是第一次也是唯一的一次，由于在锡布延海战中三枚穿甲弹造成了3000吨的水灾，大和号的舰艏下沉两米、速度被限制在26节，进入战斗。大和号于06:59开战，在19.616英里（17.046海里；31.569）遠處向白原号开火，在第三次齊射中，幾發近失彈擊傷了白原号。被击中的航空母舰产生一團團的浓烟掩盖了目标，使大和号相信她已经被摧毁，所以他们在07:09停止了射击。07:27，大和号报告说她的主砲和副砲击中在11.541英里（10.029海里；18.573）遠的一艘"敌方巡洋舰"，其时间、距离和方位都与约翰斯顿号驱逐舰被击中的情形一致。在07:51，她将副砲转向在5.736英里（4.984海里；9.231）遠的雷蒙德号，然后用力向左转以避開霍尔号在07:54發射的鱼雷齊射。07:55，大和号用她的5英寸（127）高射砲向霍尔号开火，然後被美軍反击的5英寸（127）砲擊中。在右舷的榛名号和左舷的她的驱逐舰的夹击下，大和号被迫向正北方向逃跑，直到鱼雷燃料耗尽，最终在8点12分掉头。
08:23大和号的F1M2“皮特”零式水上觀測機報告说，一發主砲擊中甘比尔湾号，但金刚号也同樣声称这個击中。 而甘比尔湾号自己的记录裏报告说，大约在这个时候，一發战列舰的大口径近失弹造成了一些損坏。 08:34大和号的副砲正對著另一艘“轻型巡洋舰”，可能是霍尔号，她被观察到在08:40下沉。在 08:45，大和號看到了三艘美軍航母，美軍的烟幕阻擋她看到整个美軍编队。在09:06到09:17之间，大和号被美軍飞机多次低空扫射和鱼雷攻击，並声称一架美軍飞机在09:15被击落。据报道，战斗机飞行员理查德·W·罗比中尉攻击了驱逐舰，再用他的.50英寸（12.7）机枪把大和号的甲板和艦桥轟了一輪，进一步阻撓她。然而，美国报告聲称，在大和號被美軍飞机袭击之前，她已靠近到美軍船只的2,400碼（2.2）以内，但這一點並没有被大和號的行动报告所支持。在09:11，栗田命令他的船只重新集结向北，并在09:22，大和号减速至20节并转向到040的航道，最终在09:25设定航向000（正北）。栗田报告说，他的部队击沉了两艘航母、两艘巡洋舰和一些驱逐舰，很显然是認定大和号确实用她的前四次齐射击沉了白原号。  栗田的部队实际上击沉了一艘航母、两艘驱逐舰和一艘护航驱逐舰。如果以大和号所声称的所有的命中（一些未经证实或有争议），她的火砲很可能貢獻了四分之三的沉没，除去塞缪尔·B·罗伯茨不算。

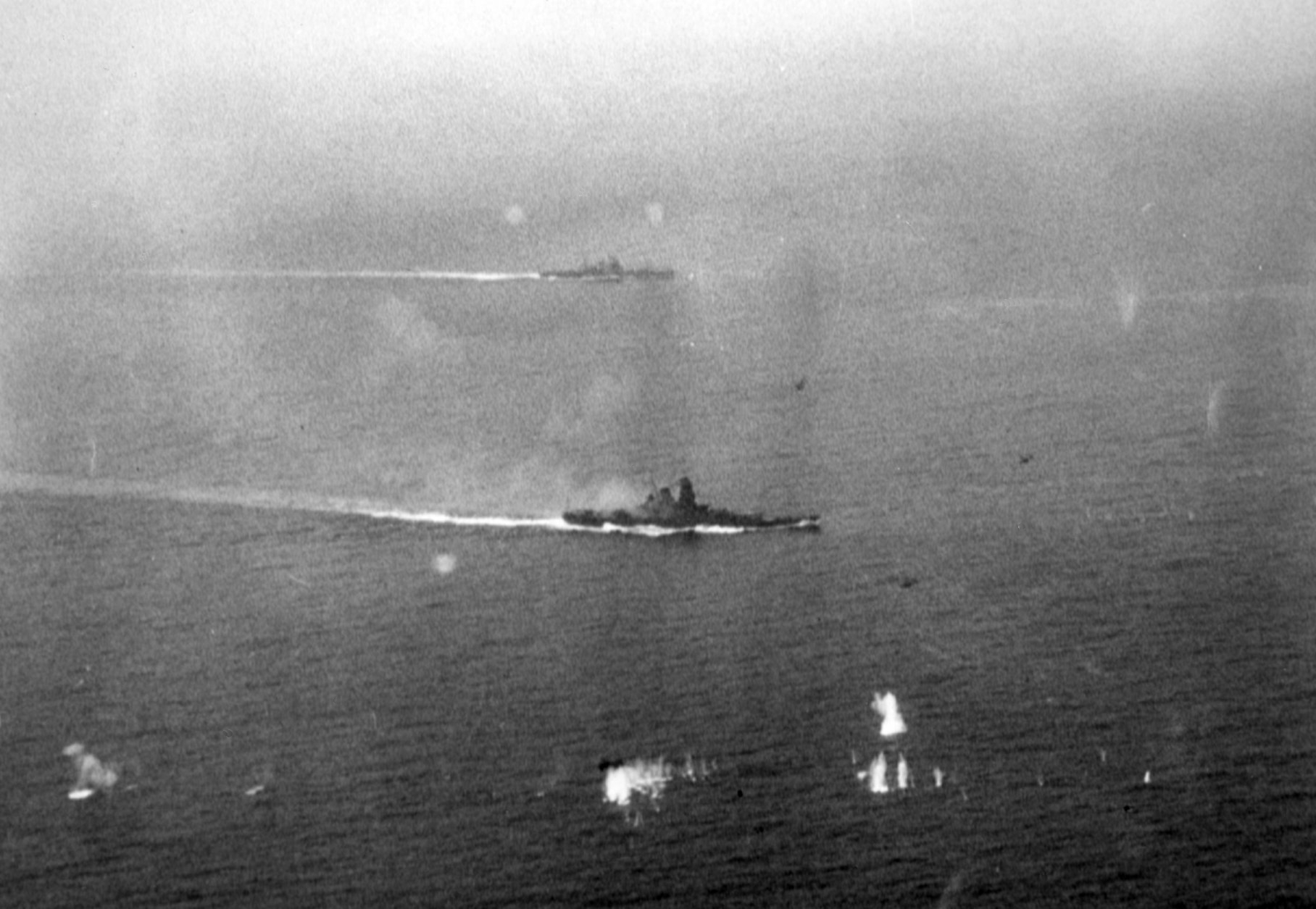
在萨马尔附近的大和号和一艘日本重型巡洋舰，可能是利根或築摩号

### 日軍的损失
日軍巡洋舰鳥海号被来自驱逐舰和护卫驱逐舰的5英寸（127）砲瞄準，被很可能是來自白原号的單裝5英寸（127）砲击中艦舯、右舷。砲弹无法穿透船体装甲，但這是人们的认为，直到201年对這艘巡洋舰的残骸的一次探勘才发现她的鱼雷仍然完好无损，它所包含的7磅（3.2）炸药可能引爆了八枚安装在甲板的敏感的93型鱼雷“长枪”。几分钟之内，一架美軍飞机投下了500磅（230）炸弹在她的前机房。鳥海号的方向舵和引擎受损，导致舰只脱离编队。大火开始肆虐，她在水里等待死神來臨。当天晚些时候，她被驱逐舰藤波号的鱼雷自沉或是被塔菲2號的护航航母奧曼尼灣號的飞机投弹击沉。
羽黑号的详细行动报告指出，鳥海号的無法动弹是由08:51的炸弹袭击造成的損壞。鳥海号可能是在走进金剛的射擊火线时被金剛的14英寸砲弹击中的。
在约翰斯顿号用一枚Mark 15鱼雷炸毁熊野号的船头后，这艘日軍舰艇向圣贝纳迪诺海峡撤退，在那里她又受到了一次空袭的轻微破坏。

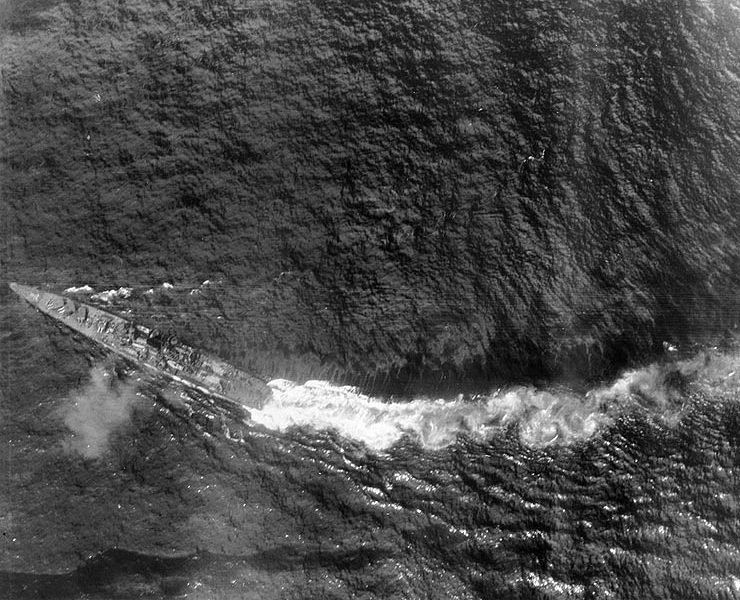
日軍巡洋舰築摩号在鱼雷损坏之后进行操縱移動。

築摩號与美軍护航航母交战，協助击沉甘比尔湾號，但遭到赫尔曼號砲擊和猛烈的空袭。一般认为野分號驱逐舰带走了筑摩号的幸存者，然后在11°25′N 126°36′E / 11.417°N 126.600°E处将其自沉，此時是1944年10月25日的早上，但最近的一项研究表明，筑摩號是在空袭的影响下沉没的，野分號只是及時从水中接走幸存者。
在从战场撤退时，野分號自己沉没了，除了築摩號的一名幸存船员外，其他所有人都丧生了。
与航母交战的重型巡洋舰铃谷號虽然没有被直接命中，但受到來自空中的致命伤害。在战斗初期，她被十架来自塔菲3號的复仇者飛機袭击。一颗TBM的近失高爆弹在靠近船艉左舷的地方，使得铃谷號的一个螺旋桨失去作用，将她的最大速度降低到20节。10:50，她又遭到30多架舰载机的袭击。另一枚近失弹，这次是在舰舯右舷，引爆了一枚装在右舷发射架上的长槍鱼雷。爆炸引发的大火很快蔓延到附近和更远的其他鱼雷，随后的爆炸损坏了一个锅炉和右舷机舱。11:50下令弃舰，沒多久，大火在10分钟后引燃了剩余的鱼雷和她的主弹藥艙。13:22，铃谷號側翻沉没。 401名军官和船员被驱逐舰沖波号，随后美軍船只进一步救援。

### 栗田撤退
虽然栗田的战列舰并没有受到严重的損坏，但空中和驱逐舰的攻击已经破坏了他的编队，他失去了战术的控制。他的旗舰大和号被迫向北转向以避免鱼雷，导致他与他的大部分特遣队失去联系。塔菲3号的坚决、集中的海空攻击的凶猛程度已经击沉或削弱了重型巡洋舰鳥海号、熊野号和築摩号，似乎向日本人证实他们正在与主要舰队单位交战，而不是护航航母和驱逐舰。栗田一开始并不知道哈尔西已经上钩了，而且他的战列舰和航空母舰早就已经远离了。空袭的凶猛程度进一步加剧了他的迷惑，因为他认为这种毁灭性的打击只會来自主要舰队单位，而不是护航航母。来自小泽的信号最终使栗田确信他并不是与整个第三舰队交战，如果他在该地区逗留太久，哈尔西部队的剩余部队可能会接近并摧毁他。 
最后，栗田接到消息，他即將要遇见的南方部队在前一天晚上被摧毁了。考虑到这场战斗不值得有再多的损失，并认为他已经击沉或损坏了几艘美軍航母，於是栗田在09:20中止了交战，并下令：“所有船只，跟著我航向北，速度20。”他給莱特湾设定了航线，但被北邊的另一个美軍航母群的消息分散了注意力。他宁愿将他的舰船用于对抗主力舰，而不是运输舰，他沒看到敌方舰队的蹤跡之后转向北方，最终穿过圣贝纳迪诺海峡撤退。
当他向北穿过圣贝纳迪诺海峡然后向西撤退时，规模较小且受损严重的美军继续推进战斗。看着日军撤退的时候，斯普拉格上将听到附近的一名水手惊呼：“哦，可惡！他们逃跑了！”

### 第七舰队的求救
08:00后不久，不顧一切的求救訊息开始從第七舰队传来。托马斯·C·金凯德中将发来的一封邮件用通俗易懂的语言写道：“我的情况很危急。或許，快速战列舰和空中攻擊的支援，可以阻止敌人摧毁护航航母並进入莱特岛。”
08:22，金凯德用无线电广播：“現在莱特湾急需快速战列舰”。 
09:05，金凯德用无线电发出：“需要快速战列舰和空中支援”。
09:07，金凯德播报出了他無法匹敵的舰队的对手：“4艘战列舰、8艘巡洋舰正在攻击我们的护航航母”。
切斯特·威廉·尼米茲海军上将在3,000海里（5,600）之外的珍珠港，聽到了從塔菲3号傳來的呼救信息，然後向哈尔西发出了一条简洁的信息："TF 34你在哪里？"。为了使解密工作复杂化，通信官要在信息的两端各加上一句沒意義的话，在这個例子裏，前缀是"火雞小跑步到水里"，后缀是 "全世界都想知道"。接收电报的人重复了这个电文的 "在哪里"部分，而他的人员没有删除后面的「全世界都想知道」。远方主管的一个简单询问，通过三个水手的随机動作，变成了一个刺耳的斥责。
哈尔西被激怒了，因为他不承认最后一句话是一個冗句，這句話可能是因為當天是轻旅冲锋队成立90周年而被选用。他把帽子扔到甲板上，开始咒骂。
哈尔西派出由海军中将约翰·S·麦凯恩指挥的第38.1特遣支隊（TG 38.1）去协助。哈尔西回忆说，他直到10:00左右才收到金凯德的重要信息，后来又声称他知道金凯德有麻烦，但做梦也没想到危机的严重程度。相比之下，麦凯恩早已监聽了斯普拉格的信息并讓TG 38.1转向前去帮助斯普拉格，甚至是在哈尔西的命令到达之前（在尼米兹的催促下），这让哈尔西的反辯之詞受到质疑。
10:05，金凯德问道：“谁在守著圣贝纳迪诺海峡？”
麦凯恩衝向战场，短暂地转向順风来回收返航的飞机。10:30，一支有俯衝者轰炸机、复仇者和地狱猫的部队，从大黃蜂號、漢考克號和胡蜂號在330海里（610；380英里）的极限航程处起飛。虽然这次袭击造成的损傷不大，但它更坚定了栗田撤退的决定。
11:15，哈尔西的旗舰在收到第一条求救信息的两个多小时后，他下令第34特遣队調頭向南追击栗田，但日军已经逃走。
在他被尼米兹责备几小时后，哈尔西的部队摧毁了他之前追击的所有四艘敌方航空母舰。然而，尽管第三舰队完全没有出力对抗日军主力，但塔菲3號拼了命的奮鬥還有那些一同协助的那些特遣队，已經击退了日本人。鬆了一口气的哈尔西在12:26向尼米兹、金凯德和道格拉斯麦克阿瑟将军发送了以下信息：“可以肯定地宣布，日本海军已被第三和第七舰队击败、击溃和击破。”

### 幸存者的磨难
部分是由于第七舰队内部的灾难性通信错误以及不愿将搜索船暴露于潜艇攻击的结果， 有大量来自塔菲3号的幸存者，包括那些来自甘比尔湾号、霍尔号、约翰斯顿号和罗伯茨号的人，在漂流两天后直到10月27日才获救。 有一架飞机发现了幸存者，但无线电传回的位置卻不正确。许多人到获救时，因暴曬、口渴和被鯊魚襲擊而死亡。最后，当任第78.12务編组的登陆艇步兵抵达时，其队长使用几乎是区分敌我的标准方法，提出了一个关于一個全国性的热门运动问题， 作为幸存者杰克·尤森，他說道：
我们看到有艘船来了，它在我们周围盘旋，有个人正拿着扩音器站在桥上。他喊道：“你是谁？你是谁？”我们都大喊“塞缪尔·B·罗伯茨号！”他还在转圈，所以我们就咒罵他。他回来大喊：“谁打赢了世界大赛？”我们都大喊：“圣路易斯红雀队！”然后我们听到引擎停止了，货网被扔到我們身边。我们就是这样获救的。

## 后果
日軍成功引诱哈尔西的第三舰队放掉了掩护入侵舰队的职责，但剩余的轻型部队被证明是一个非常大的阻碍。哈尔西无意中留下的部队裏携带了大约450架飞机，這相当於是5艘舰队航母的兵力，尽管不是那么强大的機型、不是裝配用來攻击装甲船的武装。船只本身，虽然速度缓慢，几乎没有武装，但在混乱的战斗中，加上天气和烟幕的帮助，大部分都幸免于难。他们的飞机虽然没有适当的武装，但还是擊沉并打坏了几艘船，并在很大程度上混淆和骚扰了中央部队。
日本的通讯失靈让栗田不知道小泽的诱饵計畫给他的机会。栗田在水面交战期间对部队的不当指揮进一步加剧了他的损失。尽管哈尔西未能保护第七舰队的北翼，塔菲3號以及支援的飞机，阻擋了日軍自從中途岛海战以来派出的最强大的水面舰队。美军舰艇的制空权加上谨慎及时的机动、日本海军上将的战术失误以及美軍卓越的雷达技术、火砲和航海技术都促成了此一结果。
在交战中，日军拥有众多大口径战列舰和巡洋舰主砲，射程和威力都比美军大得多，但日军主砲缺乏盲射能力，并被暴雨和美軍掩护的驱逐舰所佈置的烟雾所挫败。日軍的火控系统是针对固定航向目标的手动计算解决方案，正在与不断改变航向的美軍驱逐舰作战。日本的视觉瞄准系统产生的是“包围”射擊；美軍舰艇的船员由于MK-37雷达引导火控系统及其计算机以及更快的装弹速度，能迅速地操作移动以避免接下來日軍的准确砲彈，同时仍然能够准确地射击。塞繆爾·B·羅伯茨号和赫爾曼号摧毁了巡洋舰築摩号的上层建筑。這就是例子。
此外，美軍由雷达和计算机控制的准确的5英寸（127）砲和40毫米防空火力击落了几架神风特攻队，由于日軍缺乏类似的系统，它的舰艇容易受到美軍飞行员的攻击。最后，进攻的日军最初使用的穿甲弹对没有装甲的船只几乎没有效果，因为它们直接穿过而没有爆炸。美軍驱逐舰和护航驱逐舰的设计有足够的冗余度，可以承受数十次这样的打击。
当无法在射击时进行机动的日本大型舰艇进入美軍护航航母上的5英寸（127）小砲的射程内时，航母就进行打击。
综上所述，日本人建造了最大的战列舰，但舰队普遍地不完善，技术限制和弱点众多，指挥官犯错误，没有考虑到自己的弱点，也没有充分发挥自己的优势。美国海军拥有先进的技术，虽然指挥官犯了一些错误，但這些是有限的，美国有足够数量的各种舰艇和武器来弥补错误。
也許有人会说，在太平洋战争的所有战斗中，萨马尔最能证明空袭和驱逐舰发射的鱼雷对大型水面舰艇的有效性。日本人的战术很谨慎，因为他们相信他们正在与一支更强大的部队作战。
嗯，我认为这真的只是一個决心，決心真的代表着某些事。我真不敢相信他们没有直接进去把我们消灭掉。我们让日軍非常疑惑。我想这让他们不敢了。这是个伟大的经历。——塞繆爾·B·羅伯茨号的倖存者Thomas Stevensen
克利夫顿斯普拉格的特遣單元失去了两艘护航航母：被水面攻击的甘比尔湾号，和被神风敢死队攻击的圣洛。在七艘掩护舰中，不到一半，只有两艘驱逐舰（霍尔号和约翰斯顿号）和一艘护航驱逐舰（塞缪尔·B·罗伯茨号）和几架飞机損失。其他四艘美軍驱逐舰和护航舰受损。尽管这是一个如此小的特遣單元，但卻仍有1,500多名美軍陣亡，这与盟军在瓜达尔卡纳尔岛附近的萨沃岛海战中击沉四艘巡洋舰所遭受的损失相当。这也与珊瑚海海战中543人和3艘船的总损失，再加上中途岛海战中的307人和2艘船的总损失相当。
在比較表的另一边，日本人失去了三艘重型巡洋舰，第四艘失去了舰艏，重伤返回基地。除了大和号以外，栗田的所有战列舰都遭受了相当的損坏，所有其他重型舰艇都在其基地中处于静止状态，整个日本海军在战争的剩余时间里都处于无效状态。美軍在莱特湾行动中丢失六艘船，总计37,000長噸（38,000公噸），其中有五艘是来自塔菲3號。在莱特湾的战斗中，日军损失26艘舰船，共计306,000長噸（311,000公噸）。 
战斗发生在很深的菲律宾海沟上方的水域，大部分沉船的水域都超过6,000（20,000英尺）深。已发现的残骸包括將近17,000英尺（5,200）深的日軍鳥海号號，和截至2021年4月调查出最深的沉船，在21,180英尺（6,460）深的美軍约翰斯顿号。2022年，塞缪尔·B·罗伯茨号在深度6,895米（23,000英尺）的海床上被發現.

## 對哈尔西的批评

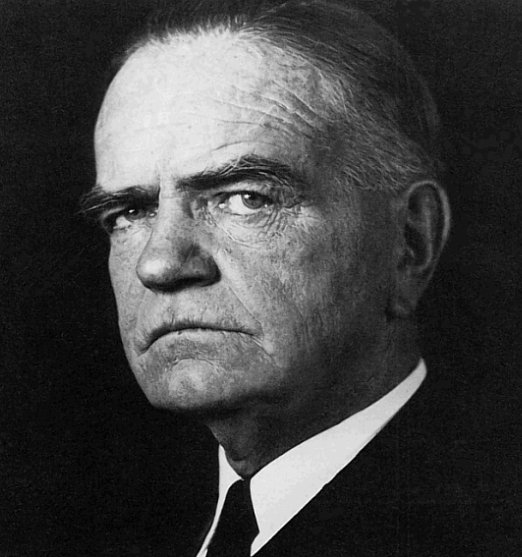
海军上将威廉·F·“公牛”·哈尔西──美軍第三舰队在莱特湾的指挥官

哈尔西因决定帶走TF 34向北追击小泽而受到批评，但在金凯德第一次寻求帮助时未能派遣部隊。哈尔西行为的美国海军俚语是“Bull's Run”，这个短语结合了哈尔西在报纸上的绰号“公牛”（在美国海军，绰号“公牛”主要由士兵使用，哈尔西的朋友和同事称他为“Bill”）暗指美国内战中的Bull Run战役。 
哈尔西在战后发文中给出了他做出决定的理由如下：
10月24日下午我的舰载机的搜索发现了北方的航母部队的存在，这就完成了对敌人所有的海军力量的描述。由于静态地守卫圣贝纳迪诺海峡对我来说似乎很幼稚，我在夜间集中了TF 38，并在黎明时分向北驶去攻击北方部队。我认为，中心部队已在锡布延海受到了严重的破坏，不能再被认为是对第七舰队的严重威胁了。
哈尔西还表示，他曾担心在没有航母支援的情况下留下TF 34去保卫海峡，将讓它容易受到陆基飞机的攻击，而留下一支快速航母群来掩护战列舰又将會大大降低向北打击小泽的空中武力的集中度。
莫里森在脚注中写道：“然而，李海军上将在战后表示，如果那時被下令在没有空中掩护的情况下掩护圣贝纳迪诺海峡，他会十分樂意。” 如果哈尔西与第七舰队进行了适当的沟通，那么第77特遣艦队的护航航母本可以为TF 34提供足够的空中掩护，这總比那些护航航母保护自己不受栗田重型舰艇的猛攻，要容易得多。
也許有人会说，在哈尔西的舰队的大部分都向北冲锋以攻击日本航母的時候，他在其中一艘战列舰上，并且“當時不得不留下來”与TF 34在一起，這個情形有可能促成了那個决定。然而，将第三舰队的两艘最快的战列舰爱荷华州和新泽西州中的一艘或两艘与航母一起追击小泽，同时将战隊裏的其余部隊留在圣贝纳迪诺海峡附近，这在當時是完全可行和合乎逻辑的。（事實上，哈尔西原本打算组成的TF 34是它只有包含第三舰队的四艘战列舰，而不是全部六艘。 ）因此，以强大的战列舰部队來守卫圣贝纳迪诺海峡，与哈尔西搭上新泽西州号亲自北上是可共存的。
哈尔西似乎是受到了他的参谋长罗伯特“米克”卡尼少将的强烈影响，他也全心全意地支持帶著所有第三舰队的可用部队北上进攻日本航母部队。
第77.4.3特遣單元在萨马尔战役中的指挥官克利夫顿斯普拉格，后来对哈尔西的决定以及他没有明确地告知金凯德和第七舰队他们的北翼不再受到保护，他苦澀地批评道：
没有任何訊息表明圣贝纳迪诺海峡的这个出口不再是被封锁的，不能讓我们的北翼在没有充足警告的情况之下毫無掩護，這才是合乎逻辑的想法。
关于哈尔西在第七舰队第一次收到在萨马島附近部隊的援助请求时，並沒有讓TF 34转向南下，莫里森写道：
如果在金凯德第一次紧急求援后，提前几个小时派遣TF 34，并将驱逐舰們留在原地，因为它们的加油造成了两个半小时以上的延误，那么由海军最有经验的战斗中队指挥官李上将指挥的六艘现代化战列舰组成的强大战隊将及时趕到圣贝纳迪诺海峡附近，与栗田的中心部队對戰。...若不考慮海战中一些常见的意外，我们完全有理由认为，李将会對栗田四舰队施展T型交叉，完成摧毁中心部队。
莫里森还观察到，“第三舰队战隊的强大砲火，比整个日本海军的砲火还要大，除了用在了結一两艘受损的轻型舰艇外，从未真正投入戰鬥。”  也许最有说服力的评论是由海军中将威利斯·李在他作为TF 34指挥官的行动报告中简洁地提出的：“在作为第34特遣队行动时，沒有讓敵人導致、也沒有讓敵人承受，由船艦所造成的戰鬥傷害。” 
在美國陸軍指揮參謀學院提交的硕士论文中，肯特·科尔曼中校认为，第三舰队的指挥層级划分是哈尔西向尼米兹上将汇报，而第七舰队是金凯德中将向麦克阿瑟将军汇报，這是栗田的攻击几乎成功的主要贡献者。科尔曼总结说：“分裂的美国海军指挥链加剧了哈尔西和金凯德之间的沟通和协调问题。这种分散的指挥在决定战斗进程方面比哈尔西做出的战术决定更重要，并导致這個不团结美軍的努力奮鬥，這几乎让栗田的任务成功。”

## 总统单位奖状
塔菲3號被授予总统单位奖状：
表彰1944年10月25日在菲律宾萨马岛海战中对抗强大的日軍舰队单位的非凡英勇精神。 …特遣單元的英勇战列舰展开了激烈的战斗，對抗擁有優越的速度和火力的正在進犯的敌人 … 该部队的两艘英勇的驱逐舰和一艘护航驱逐舰直接地向战列舰冲锋，并用最后的鱼雷来拼命防御整个集团，為時两个半小时的巅峰持续而激烈的战斗，最後在敌人的重型砲弹下沉没。具有勇敢决心和出色团队合作的官兵们，他們与有裝載的飞机進行作战、他們操縱第77.4.3特遣單元的船只，在那些威胁我们的莱特岛入侵行动的敌对部队的撤退上起了重要作用，并符合最高要求的美国海军传统。 

## 傳世
许多軍艦以那场战斗的参加者和战列舰來命名，包括柯普蘭號（FFG-25）、埃文斯號（DE-1023）、克利夫顿·斯普拉格號（FFG-16）、卡尔號(FFG-52)和、霍尔號(DDG-13)和约翰斯顿號（DD-821）。当塞缪尔·B·罗伯茨号 (FFG-58)于1988年触雷，她的船员们奋力去拯救这艘船的時候，一個船员触摸了一块纪念最初的船员牌匾。
这场战斗不断地被记录在莱特湾海战的历史记录中的同時，电视节目“日本海军之死”的主题，是驱逐舰加上护航驱逐舰与大和号加上日本军队之间的决斗。那一集以及历史频道的纪录片都是根据詹姆斯·D·霍恩菲舍尔（James D. Hornfischer）所撰写的《罐頭航母水手們的背水一战》改编的。美国英雄频道还有一集《终极战争》，名为《海上勇气》。
幸存者們组成一個协会，仍然每年举行一次会议，并筹集资金在中途島號(CV-41)博物馆当前所在地附近的圣地亚哥建造纪念碑，其中包含一個甘比尔湾号的模型。 

## 註记
1. ↑  In fact, Task Group 34.5 only finished off the straggling destroyer Nowaki. This was not achieved by the battleships, but rather by their escorting light cruisers and destroyers.[86]

## 譯者注釋
1. ↑  jeep carrier，源自英文的"General Purpose"的簡寫GP，演變為“jeep”。
2. ↑  「半」指的是：每個雙聯裝的砲座都有兩支砲，但只有一支同時開火。
3. ↑  美軍用語，指比航母小很多的巡防艦或是驅逐艦。
4. ↑  給我使勁打！
5. ↑  可燃的（Combustible）、脆弱的（Vulnerable）、消耗品（Expendable）三個英文字首組合的CVE，正是護航航母的代號。美國水兵們以此挖苦護航航母護甲的薄弱。
6. ↑  此為美軍的稱呼。

## 引用作品
- Cox, Robert Jon.  5th. Agogeebic Press. 2010. ISBN 978-0-9822390-4-9.
- Hagen, Robert C. . The Saturday Evening Post. as told to Sidney Shalett (Saturday Evening Post Society). May 26, 1945: 9  [August 31, 2020].
- Hornfischer, James D. . Bantam. February 2004. ISBN 0-553-80257-7.
- L, Klemen. . 2000  [2022-02-16]. （原始内容存档于2011-07-26）.
- Lundgren, Robert. . Nimble Books. October 23, 2014. ISBN 978-1-608-88046-1.
- Morison, Samuel E. . History of United States Naval Operations in World War II XII. Boston: Little & Brown. 1958  [13 September 2020].
- Potter, E. B. . . Annapolis, Maryland: Naval Institute Press. 1985  [September 2, 2020]. ISBN 0-87021-146-3.
- Roblin, Sebastien. . The National Interest. June 2, 2019  [May 22, 2021]. （原始内容存档于2019-06-08）.
- Thomas, Evan. . Simon & Schuster. 2006. ISBN 0-7432-5221-7.

## 其他作品
- Bess, Michael. . New York: Alfred A. Knopf. 2006. ISBN 0-307-26365-7.
- Copeland, Robert W.; O'Neill, Jack E. . Ocala, FL: USS Samuel B. Roberts (DE 413) Survivors' Association. 2007. OCLC 219730560.
- Cutler, Thomas. . Annapolis, Maryland: Naval Institute Press. 2001. ISBN 1-55750-243-9.
- D'Albas, Andrieu. . New York: Devin-Adair. 1965. ISBN 0-8159-5302-X.
- Drea, Edward J. . . Nebraska: University of Nebraska Press. 1998. ISBN 0-8032-1708-0.
- Dull, Paul S. . Naval Institute Press. 1978  [September 2, 2020]. ISBN 0-87021-097-1.
- Field, James A. . Princeton University Press. 1947. OCLC 1261836.
- Hoyt, Edwin P. . The Lyons Press. 2003. ISBN 1-58574-643-6.
- Lacroix, Eric; Wells, Linton. . Naval Institute Press. 1997. ISBN 0-87021-311-3.
- Reynolds, Quentin; Jones, George E.; Teatsorth, Ralph; Morris, Frank D. . Collier's. January 27, 1945: 18, 69–72.
- Willmott, H. P. . Indiana University Press. 2005. ISBN 0-253-34528-6.
- Woodward, C. Vann. . Skyhorse Publishing. 2007. ISBN 978-1-60239-194-9.
- Wukovits, John. . St. Martin's Press. 2013. ISBN 978-0312681890.

### 記錄或報告
- MacArthur, D.  (报告) II: 394–402. 1994 [1950]  [March 17, 2021]. LCCN 66-60007. （原始内容存档于2022-02-16） –美國陸軍軍事歷史中心.
- (报告). U.S. Navy, BuShips: 7, 8, 11, 15, 24, 27–28, 31, 48, 55. June 1, 1945  [March 17, 2021]. War Damage Report A-3 (420). （原始内容存档于2021-08-02） –HyperWar Foundation.
- (报告). U.S. Navy, BuShips. July 31, 1948  [March 17, 2021]. （原始内容存档于2022-02-16） –U.S. Naval Academy Digital Collections.
- (报告). U.S. Navy, BuShips: 16, 24, 37–41. January 25, 1945  [2022-02-16]. （原始内容存档于2022-02-22） –Naval History and Heritage Command.

### 影視媒體
- Lost Evidence of the Pacific: The Battle of Leyte Gulf. History Channel. TV. Based on book by Hornfischer, James D. (2004). The Last Stand of the Tin Can Sailors.
- Dogfights: Death of the Japanese Navy. History Channel. TV. Based on book, and with interview by Hornfischer, James D. (2004). The Last Stand of the Tin Can Sailors.

## 外部連結
- Return to the Philippines （页面存档备份，存于）: public domain documents from HyperWar Foundation
- Battle Experience: Battle for Leyte Gulf （页面存档备份，存于） [Cominch Secret Information Bulletin No. 22]
- Task Force 77 Action Report: Battle of Leyte Gulf （页面存档备份，存于）
- Order of Battle （页面存档备份，存于） at NavWeaps.com